# Geschichte Asiens

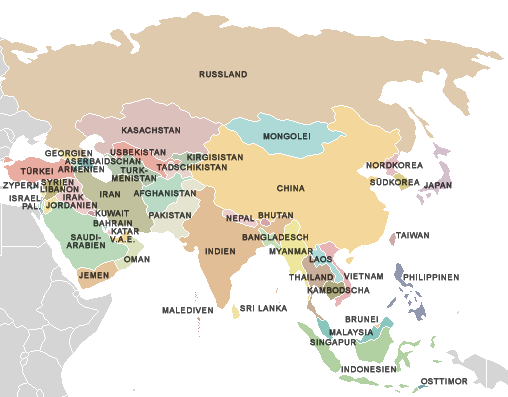
Länder Asiens heute

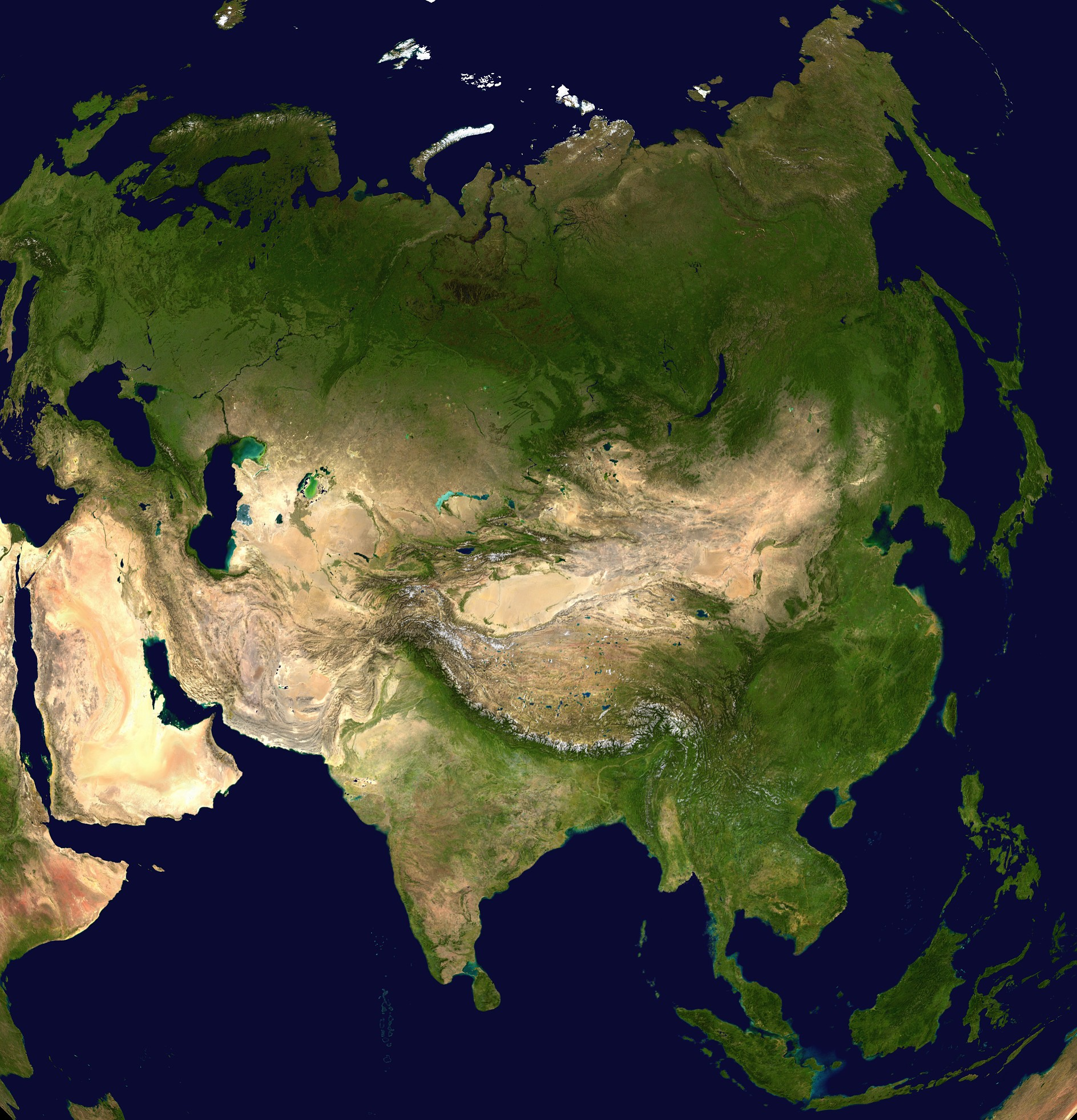
Satellitenaufnahme des asiatischen Kontinents

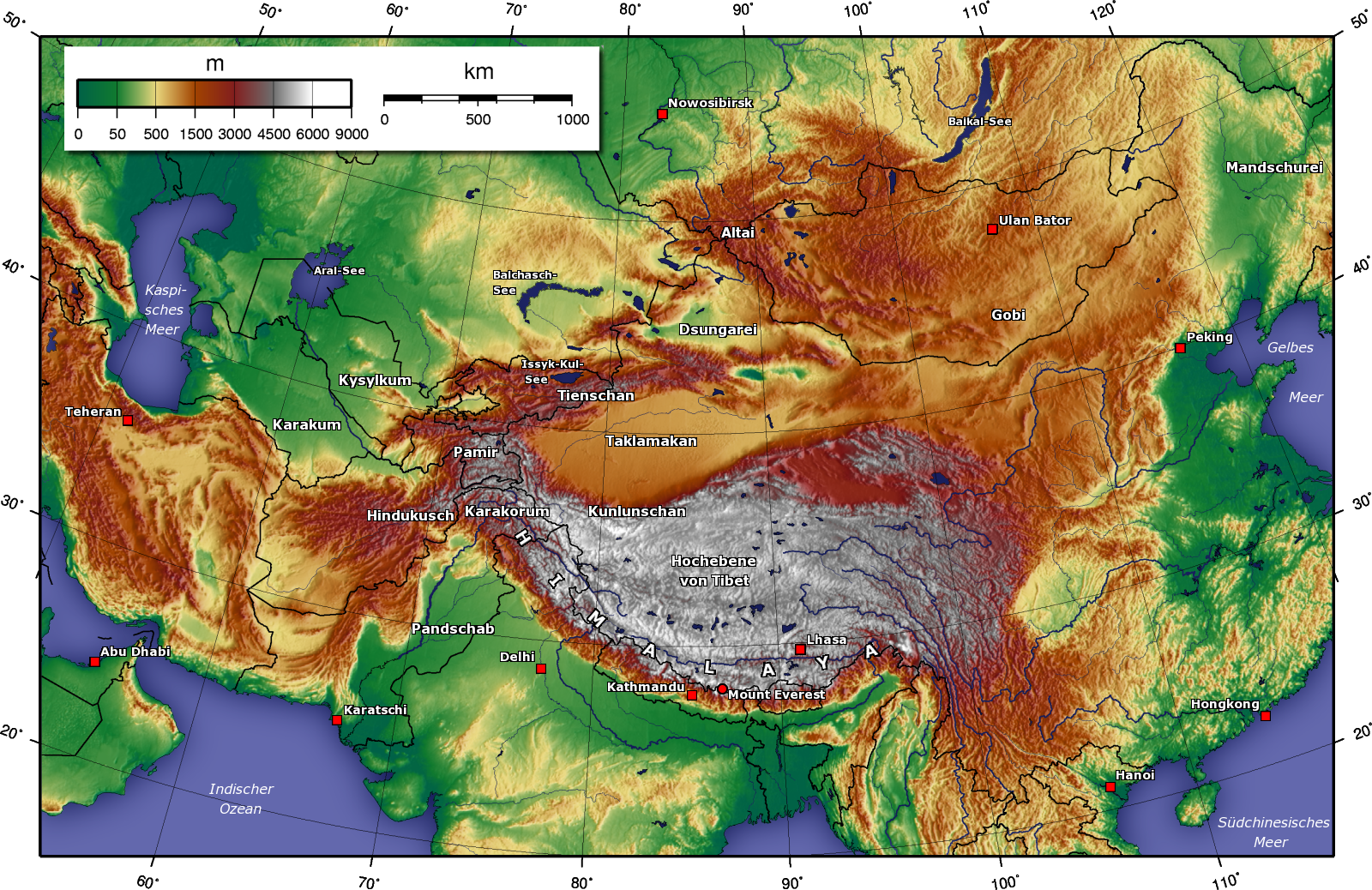
Asien topographisch

Die Geschichte Asiens umfasst die Entwicklungen des Kontinentes Asien von der Urgeschichte bis zur Gegenwart. Sie lässt sich in vier große Epochen gliedern:
Nach der Ausbreitung der frühen Homininen wie Homo erectus von Afrika nach Asien während des Altpaläolithikums und der Zuwanderung des anatomisch modernen Menschen (Homo sapiens) im Mittelpaläolithikum, ebenfalls von Afrika kommend, folgt dessen Sesshaftwerdung während der Jungsteinzeit (Neolithikum). Durch die Sesshaftwerdung steigt die Bevölkerungszahl, die ersten Städte entstehen und die frühen Hochkulturen Asiens in den Schwemmländern Mesopotamiens, des Indus und des Gelben Flusses können sich etablieren. Sie kennen Schrift und Bronzeverarbeitung (Bronzezeit). Die ersten Zivilisationen der nachfolgenden Eisenzeit werden als die Klassischen Hochkulturen der Antike bezeichnet. Ihr Niedergang wird durch die großen Nomadenwanderungen des beginnenden Mittelalters verursacht, das in Asien vor allem durch die Ausbreitung des Islam und die kulturelle Ausstrahlung des chinesischen und indischen Kulturraums geprägt ist. Mit den europäischen Entdeckungsfahrten beginnt die Neuzeit, die durch die sich intensivierende Kulturkontakte zwischen Asien und Europa, die dadurch ermöglichte immense technologische und wissenschaftliche Entwicklung in Europa und dessen darauf beruhender Expansion bis hin zu dem Ende der europäischen Vorherrschaft nach den Weltkriegen bestimmt wird.
Diese Periodisierung zeichnet sich durch einen gewissen Eurozentrismus aus, dient aber dank ihrer Gebräuchlichkeit auch im Rahmen asiatischer Perspektiven auf die Geschichte Asiens der Übersichtlichkeit.

## Einleitung
Der japanische Kunsthistoriker Okakura Kakuzō eröffnet sein Buch The Ideals of the East mit der weitreichenden Behauptung „Asia is one“. Unter dem Eindruck der intensiven Auseinandersetzung mit der europäischen Kultur, die Japan in der Meiji-Zeit (1868–1912) revolutionierte, sowie einer Reise nach Indien (1901–02) macht der japanische Kulturwissenschaftler sich damit eine Perspektive auf „Asien“ zu eigen, die in der Geschichte Asiens bis dahin kaum eine Rolle gespielt hatte. Über lange Zeit erschien „Asia“ allenfalls in der Fremdperspektive als zusammenhängender Raum. Aus griechischer Perspektive bezeichnete der Name „Asia“ zunächst alles Land östlich des Bosporus. Die Menschen der Antike des Vorderen Orients bezeichneten mit diesem Begriff, vermutlich von dem assyrischen Wort für Sonnenaufgang stammend, die das legendäre Indien mitumfassenden Länder im Osten.
Prägend wurde der Steppen- und Wüstengürtel Zentralasiens, der zwischen den tundrischen Waldgebieten Sibiriens und den subtropischen und tropischen Regionen gelegen, sowohl die Ausbreitung von Nomadenvölkern, als auch einen kulturellen Austausch und später einen interkontinentalen Handel erleichterte. Dagegen hinderte das Hochgebirge des Himalaya den Zugang zu Südostasien und dem Subkontinent Indien. Diese südlicheren Regionen werden im Gegensatz zum nördlicheren kontinentalen Klima durch den Monsun bestimmt. Die dadurch verursachte dichtere Vegetation zusammen mit den Hochländern des Dekhan in Indien und von Annam in Südostasien erschwerten die Bildung größerer Reiche wie in Zentralasien oder China. Dagegen erleichterten die regelmäßigen Winde des Monsuns im Indischen Ozean aber auch Schifffahrt und Handel.
Die sehr unterschiedliche Quellenlage hindert die Historiker oftmals an einem einheitlichen Blick in die Vergangenheit. Archäologisch ist Asien sehr unterschiedlich erschlossen. Während China und die Städte entlang der Seidenstraße eher gut erschlossen sind, sind weite Teile Asiens nur unzulänglich erforscht. Ebenso ist im Gegensatz zu den Keilschriften Mesopotamiens und den Hieroglyphen Ägyptens keine Entzifferung der Schrift der Indus-Kultur gelungen, was einen ähnlich tiefen Einblick in diese Kultur ausschließt. Die Schrift breitete sich erst im Laufe des 1. nachchristlichen Jahrhunderts nach Zentralasien (türkische Runen) und Südostasien aus, so dass für die frühe Zeit auf Quellen aus benachbarten Ländern wie China zurückgegriffen werden muss. Hier sind die Quellen nicht nur nach ihrem Urheber wie bei Herrscherinschriften, sondern zudem durch die Fremdperspektive interpretationsbedürftig. Erst mit den Berichten von Missionaren und den Aktenbeständen der europäischen Kolonialherren, die sich häufig nicht in den jeweiligen Ländern, sondern in Europas Archiven befinden, vervielfachen sich die schriftlichen Zeugnisse. Für die Ausbreitung und Verwandtschaft der Völker gewinnen zunehmend linguistische und genetische Untersuchungen an Bedeutung.

## Vorgeschichte

### Homininen/Paläolithikum

Die Ausbreitung des Homo Sapiens
1-Homo sapiens
2-Neandertaler
3-Frühe Hominiden

Funde von Homo erectus aus Java („Java-Mensch“) werden heute auf ein Alter von über 1 Million Jahren datiert. Asien war demnach schon sehr früh durch eine Art der Gattung Homo besiedelt. Der aus Afrika zugewanderte Homo erectus wurde später durch den anatomisch modernen Menschen (Homo sapiens) ersetzt, der in einer zweiten Auswanderungswelle gleichfalls aus Afrika einwanderte.
Fundorte von homininen Fossilien sind unter anderem:
- China: Zhoukoudian („Peking-Mensch“) und Dali („Dali-Mensch“ über 300.000 Jahre alt) (Siehe auch: Liste von homininen Fossilien des Paläolithikums in China, Liste paläolithischer Fundstätten in China)
- Indien: Äxte und unter anderem im Soan-Tal und Beas-Tal, aber auch weit im Süden
- Russland: Denissowa-Höhle (Denisova-Mensch)
- Georgien: Dmanissi (Hominine Fossilien von Dmanissi)
- Indonesien: Flores (Homo floresiensis)

- Während des Mittelpaläolithikums erreichte vor etwa 100.000 Jahren der in Ostafrika entstandene anatomisch moderne Mensch den Nahen Osten (Out-of-Africa-Theorie), Fundorte sind zum Beispiel die Qafzeh-Höhle und die Skhul-Höhle in Israel. Von dort ausgehend erreichte er entlang den Küsten Südasiens vor 60.000 Jahren Australien (Malakunanja II in Arnhem Land und Lake Mungo). In der Folge wendete er sich nach Norden. Offenbar sind 40.000 Jahre alte Spuren im Inneren Südostasiens belegt, vor 30.000 Jahren in China und vor 26.000 Jahren in Nordostasien. Es scheint, als sei die um 8000 v. Chr. entstandene Jōmon-Kultur Japans auf eine Einwanderung aus Australien zurückzuführen. Bis 3500 v. Chr. wurde Polynesien besiedelt.

- um 50.000 Jahre vor heute: Es wird angenommen, dass sich zu dieser Zeit eine komplexe Sprache entwickelte. Es wird weiter vermutet, dass damit die mit dem Jungpaläolithikum ab 40.000 v. Chr. verbundene Entwicklung von Kultur (Bestattungen, Malerei) und Jägergesellschaften in Zusammenhang steht. Dieser Fortschritt führte zu einer Ausdehnung des vom Menschen besiedelten Gebietes. Die archäologischen Nachweise für den nun uneingeschränkt modernen Menschen sind jedoch spärlich; der älteste Fund wurde im Libanon (Ksar Akil) gemacht und auf ein Alter von rund 42.000 Jahren datiert.

### Neolithische Revolution
Bereits vor dem eigentlichen Übergang zu Landwirtschaft und Viehzucht beginnt eine Jägerkultur um 12.000 v. Chr. in Palästina sesshaft zu werden (Natufien, Epipaläolithikum, Mittelsteinzeit). Danach beginnt, vermutlich durch einen Rückgang des Großwildes ausgelöst, der Mensch ab 8000 v. Chr. in den subtropischen Regionen Asiens Landwirtschaft zu betreiben. Zuerst geschieht dies an den Berghängen Vorderasiens (Fruchtbarer Halbmond), an denen zunehmend Regenfeldbau betrieben wird. Getreide und Haustiere werden domestiziert, sowie zunehmend Keramik verwandt. Diese Neolithische Revolution führt zu einer gewaltigen Vergrößerung der menschlichen Population. Man schätzt, dass die Bevölkerung von etwa 6 Millionen zu Beginn, auf etwa 250 Millionen im 1. nachchristlichen Jahrhundert wuchs.

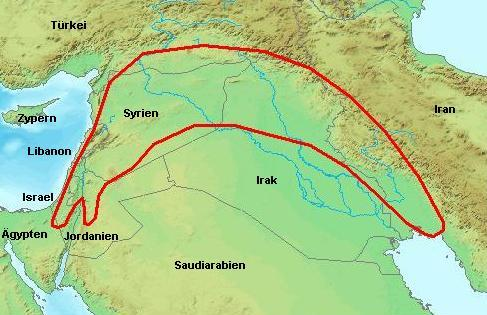
Der Fruchtbare Halbmond

- Vorderasien: Die jeweils frühesten und berühmtesten Funde sind die von Jericho (ab 9500 v. Chr., siehe Präkeramisches Neolithikum A) und Çatalhöyük (ab 7500 v. Chr.). In Vorderasien beruhen die jungsteinzeitlichen Bauerngesellschaften auf Gerste und Weizen, sowie Schafen und Ziegen. Einen bedeutenden technologischen Fortschritt stellt die Entwicklung der drehenden Töpferscheibe dar, von der ein Vorläufer aus der Obed-Zeit (ab 5900 v. Chr.) bekannt ist.
- Südasien: Die Mehrgarh-Kultur zwischen Indus und dem Zagros-Gebirge (ab 7000 v. Chr.) wird als Vorläufer der Induskultur betrachtet.
- Ostasien: Dagegen beruhen die jungsteinzeitlichen Kulturen in Ostasien auf Hirse, Reis, Schweinen und Geflügel. Die früheste ist die von Jōmon in Japan, in der besonders früh hochwertige Keramik entsteht. In Nordchina folgen (vereinfacht) am Gelben Fluss nacheinander die Hemudu-Kultur (ab 7000 v. Chr.), die Yangshao-Kultur (ab 5000 v. Chr.) und die Longshan-Kultur (ab 3000 v. Chr.), die als Vorläufer der späteren chinesischen Hochkultur gilt.

## Frühe Hochkulturen

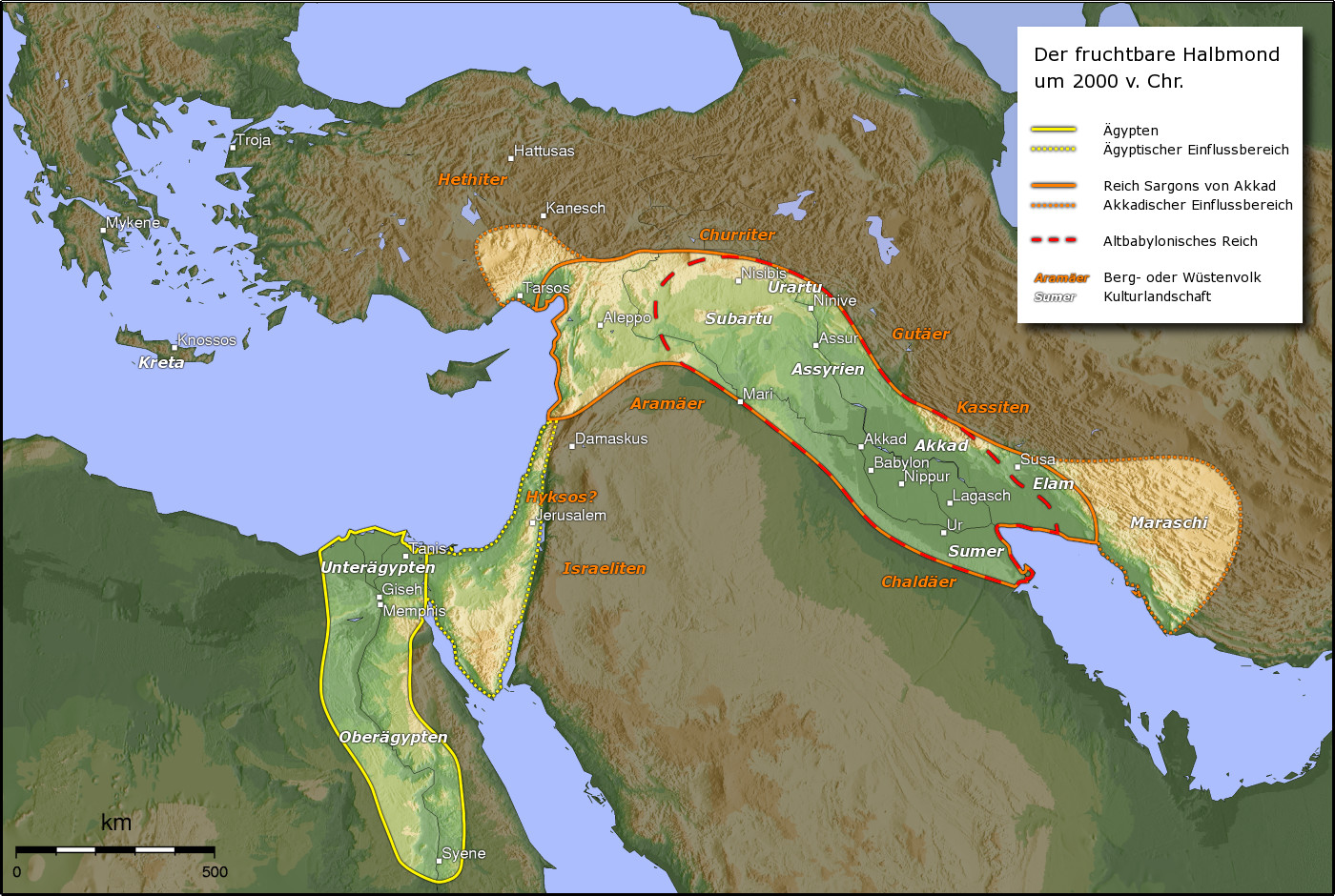
Vorderasien um 2000 v. Chr.

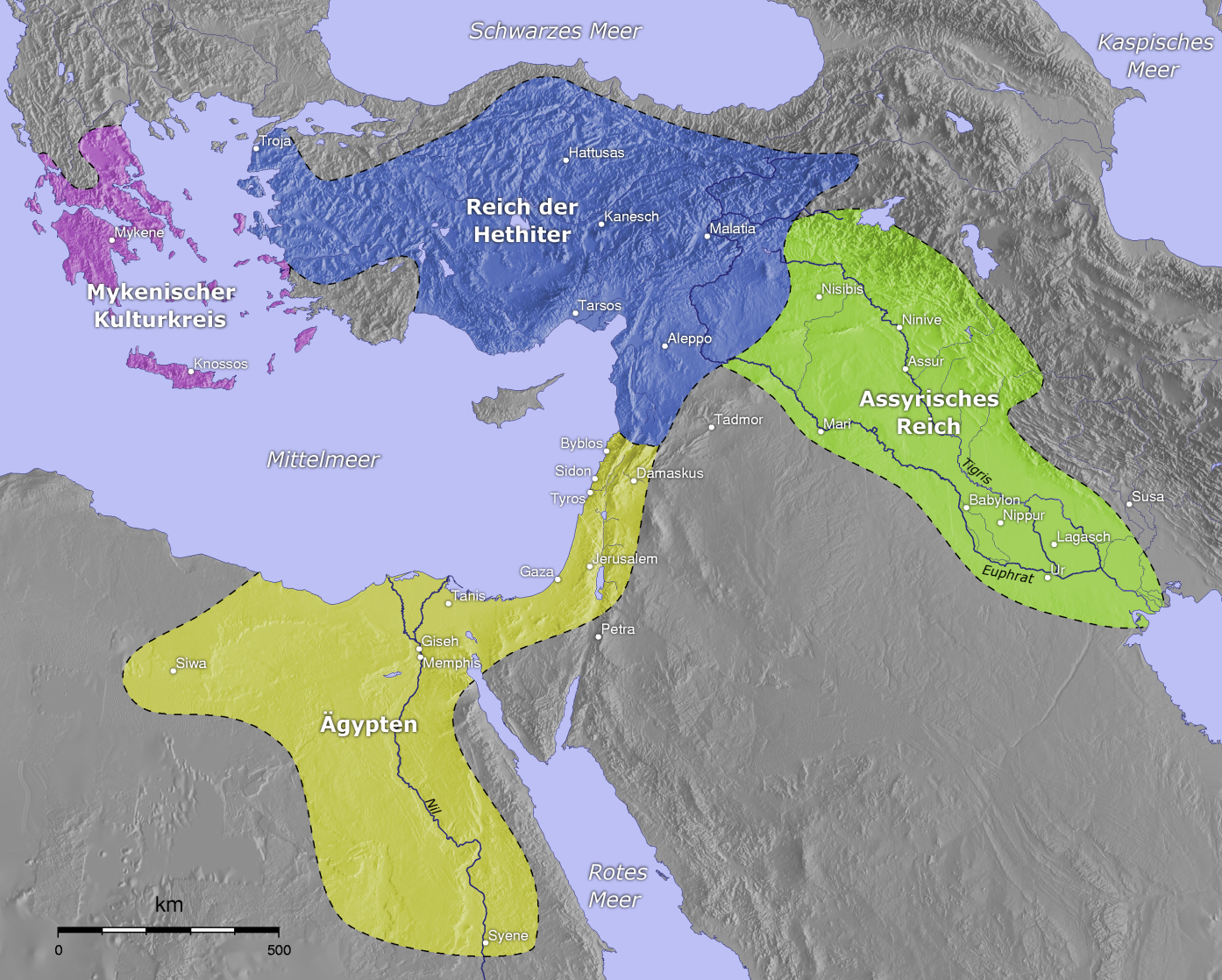
Vorderasien um 1220 v. Chr.

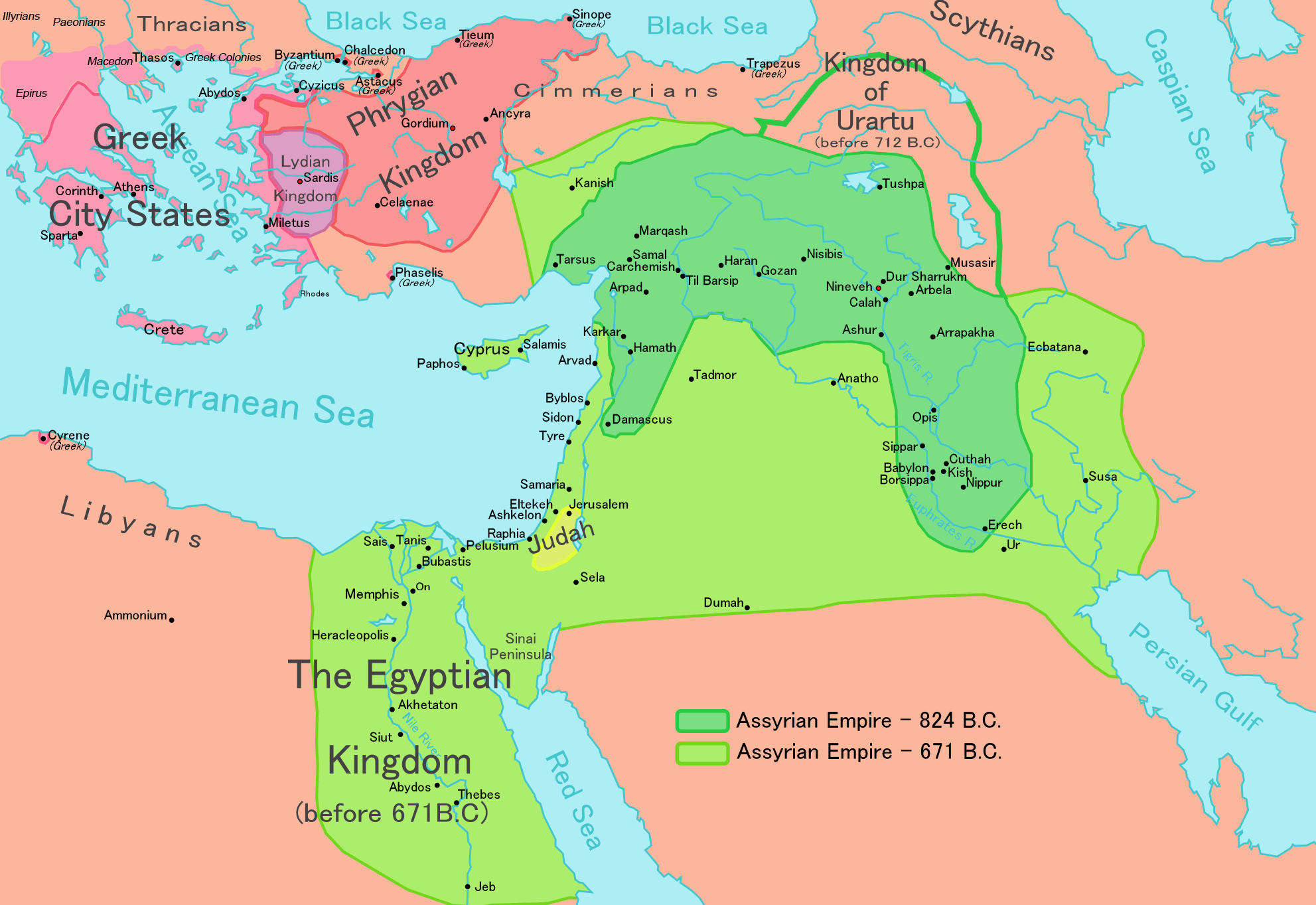
Assyrien um 800 v. Chr.

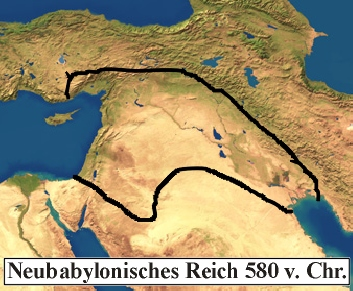
Babylonien um 580 v. Chr.

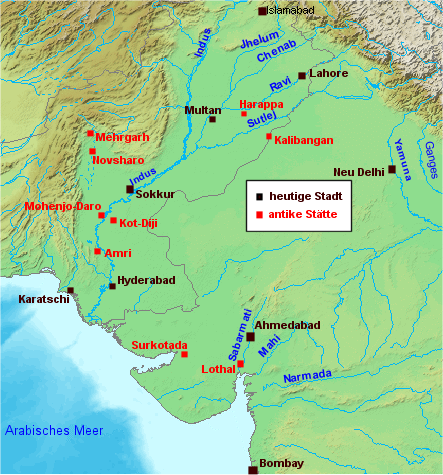
Induskultur-Fundstätten

Ausbreitung Chinas bis zu den Han

Wichtige frühe Hochkulturen befanden sich am Indus und am Huanghe. Vermutlich haben klimatische Bedingungen die Neolithisierung und damit ein Ansteigen der Populationen zusammen mit der zunehmenden Aridisierung zur Konzentration der Menschen auf die großen Flusstäler geführt. Die Intensivität der erforderlichen Bewässerungsarbeiten hat die Bildung von politischen und religiösen Hierarchien in Städten gefördert. Mit der Verdrängung der Viehzüchter aus den für den Ackerbau nutzbaren Regionen wurden die Steppengebiete von Hirten-, bzw. Nomaden besiedelt. Die frühen Hochkulturen unterscheiden sich vor allem durch die zentralisierte Wirtschaft (Nahrungsmittelsammlung und Redistribution) und Entwicklung der Schrift von den anderen Lebensformen. Der zunehmende Gebrauch von Metallen geht in den frühen Hochkulturen der alten Welt damit einher. Etwa zur gleichen Zeit wird das Rad zunehmend zum Transport eingesetzt. Das Bedürfnis nach Rohstoffen wie Erzen und Holz, die Entwicklung von Städten, Gewerbe und die gleichzeitige Erleichterung des Transports durch das Rad vor allem aber durch küstennahe Schifffahrt beleben den Handel.

### Vorderer Orient
- 3500 v. Chr.: In Mesopotamien sind zuerst Anzeichen von Bewässerung feststellbar. Vermutlich wandern kurz darauf von Osten kommend die Sumerer nach Mesopotamien ein. Sie errichten die erste Hochkultur überhaupt. Um 3400 v. Chr. werden die Schrift, die schnell drehende Töpferscheibe und Lehmziegel erfunden. Mit dem Tempelbau von Uruk etwa 3000 v. Chr. wird der erste Monumentalbau der Geschichte errichtet (Eanna).
- 3000 v. Chr.: Die vermutlich aus dem Sinai und der Arabischen Halbinsel stammenden Semiten beginnen, sich im Vorderen Orient auszubreiten. Sie dringen ins spätere Palästina und nach Mesopotamien vor, wo die sumerischen Stadtstaaten von den Akkadern erobert werden. Akkade erobert auch das von Sumer unabhängige Reich von Elam. Im Norden Mesopotamiens bilden sie vermutlich einen Großteil der Bevölkerung des gegen 1800 v. Chr. entstehenden altassyrischen Reiches. Zur gleichen Zeit beerbt im Süden das Babylonische Reich die sumerische Dritte Dynastie von Ur.
- 2200 v. Chr.: Oasenkultur (Transoxanien) im östlichen Iran.
- 2000 v. Chr.: Eine erste Welle der Indo-Europäer dringt in das nördliche Mesopotamien vor (Hurriter), deren bedeutendste Reichsgründung die von Mittani ist. Andere erreichen Kleinasien und gründen das Hethiterreich. Die indo-europäischen Adelsgesellschaften zeichnen sich durch den Gebrauch von Streitwagen aus, der durch die Erfindung des Speichenrades möglich wird und einen erheblichen militärischen Vorteil bietet (vgl. dazu Hyksos und Amurriter).
- 1200 v. Chr.: Rund um das Mittelmeer verursachen die Indo-Europäer eine Völkerwanderung, die die bronzezeitlichen Kulturen stark in Mitleidenschaft zieht (Seevölker). Der Gebrauch des Eisens verbreitet sich rund ums Mittelmeer. Armenier und Phryger wandern nach Kleinasien und zerstören das Hethiterreich. Etwa zur selben Zeit bildet sich das Urartäische Reich und in Syrien tauchen die semitischen Aramäer auf. In dieser unübersichtlichen Phase wird das Assyrerreich wieder zur bestimmenden Macht.

### Indus-Kultur
- 2600 v. Chr.: Die jungsteinzeitlichen Ackerbaukulturen am Indus, deren früheste die von Mehrgarh war, weisen zunehmend eine Vereinheitlichung von Merkmalen auf, für die die Fundstätten von Harappa und Mohenjo-Daro typisch sind. Es ist anzunehmen, dass sich ähnlich wie in Mesopotamien Hierarchien und größere politische Einheiten bildeten, aber die fehlende Entzifferung der Schrift der Indus-Kultur lässt nur Vermutungen zu. Im Laufe des zweiten Jahrtausends kommt es zu einem kulturellen Niedergang der vermutlich auf ökologische Probleme, unter anderem einen Rückgang der Niederschlagsmengen, zurückzuführen ist.
- 1500 v. Chr.: Indo-Europäer wandern allmählich ins Fünfstromland ein (Punjab).

### China
- 1600 v. Chr.: Im 17. Jahrhundert vor unserer Zeit entsteht am Huang He die erste bronzezeitliche und schriftliche Kultur. Diese entspricht der Shang-Dynastie der chinesischen Tradition. Ihr soll die Xia-Dynastie vorausgegangen sein, deren Einordnung in die archäologischen Funde umstritten ist.
- 1000 v. Chr.: Ein regionaler Herrscher oder bisheriger Vasall stürzt die bisherigen Machthaber und gründet die Zhou-Dynastie. Sie ist geprägt von einem starken Königtum und einer Streitwagen benutzenden Adelsgesellschaft. Unter dem Druck der stärker werdenden Nomaden im Norden (vermutlich Vorläufer der Hsiung Nu) kommt es um 771 v. Chr. zu einer Hauptstadtverlegung nach Osten (Luoyang). Während der nun Östlichen Zhou genannten Dynastie kommt es zu einem allmählichen Niedergang der Zentralmacht (Zeit der Frühlings- und Herbstannalen).

## Klassische Hochkulturen Asiens

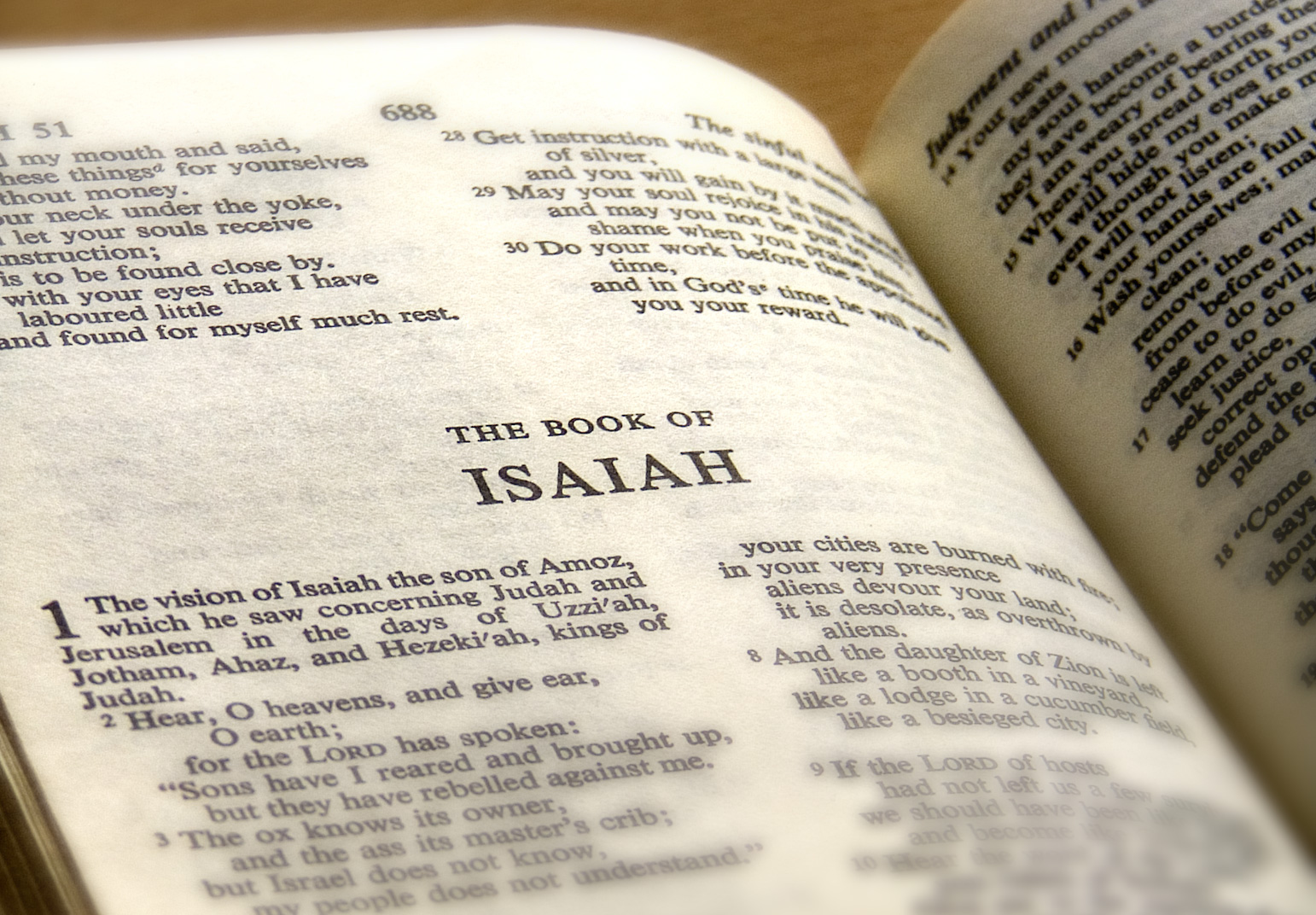
Das Buch Jesaja

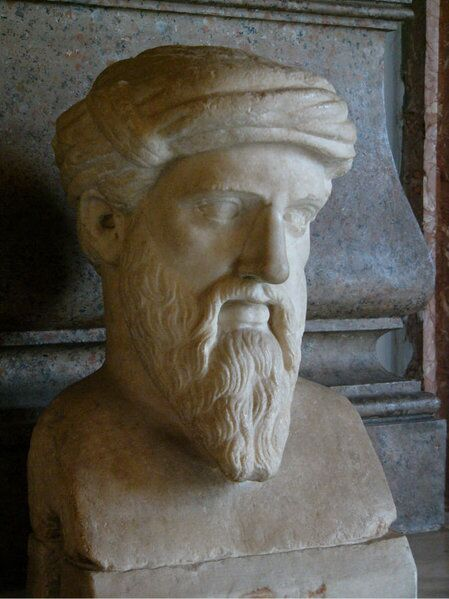
Pythagoras

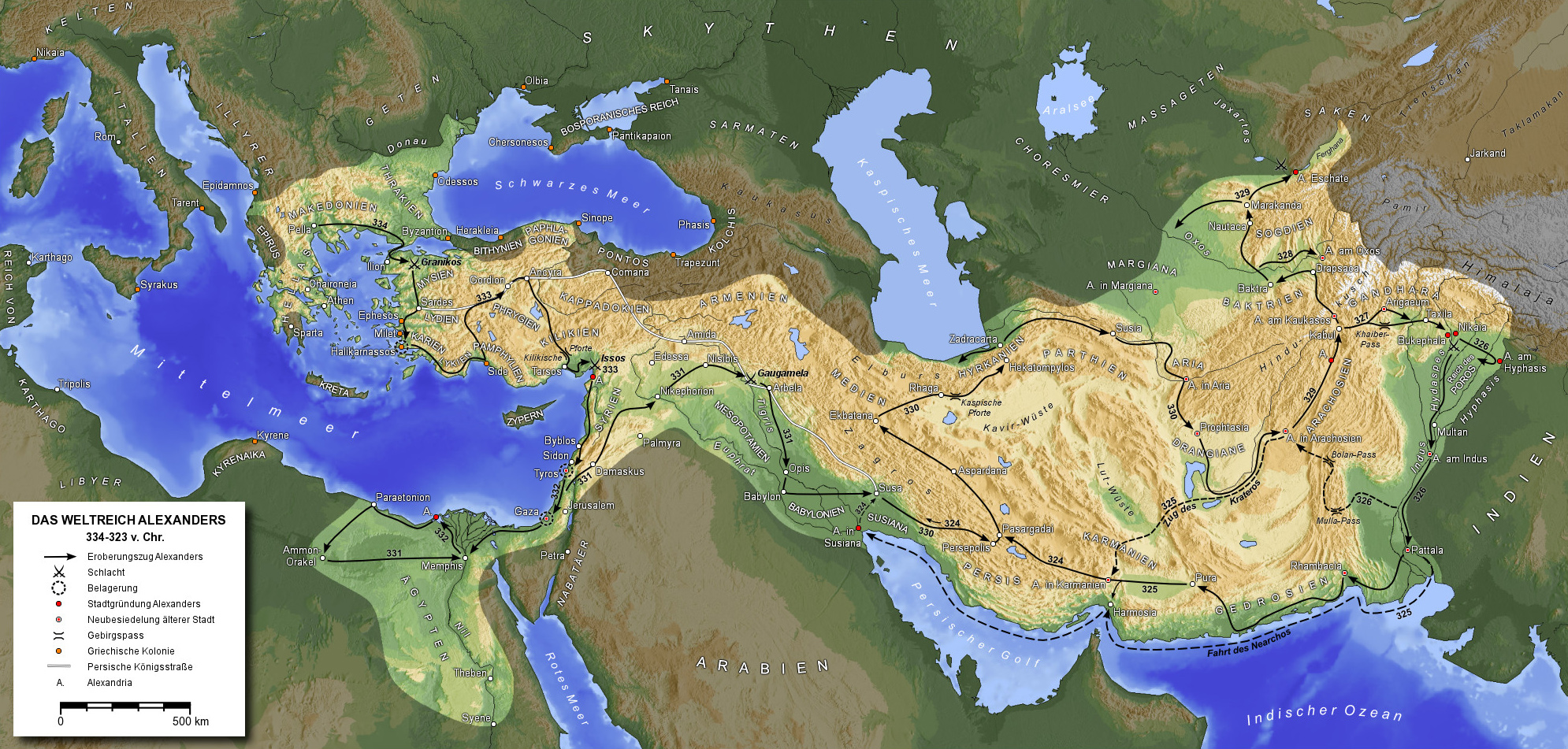
Alexanderzug

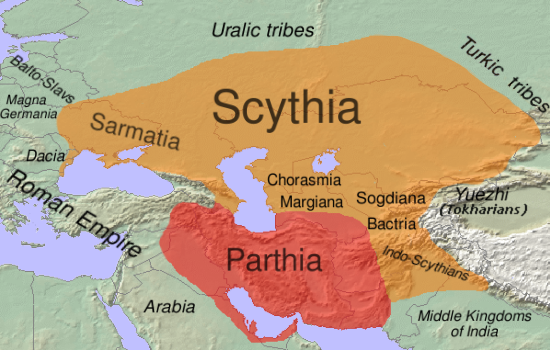
Indoarier

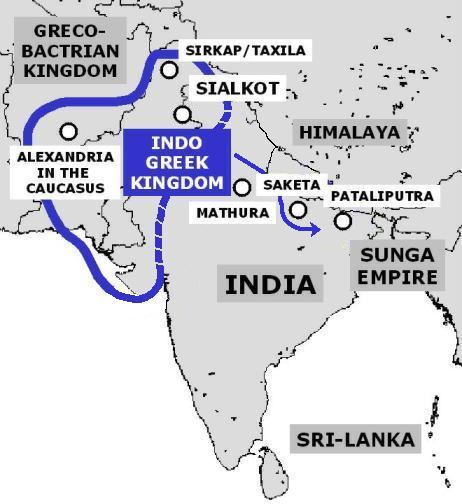
Das Indo-griechische Reich

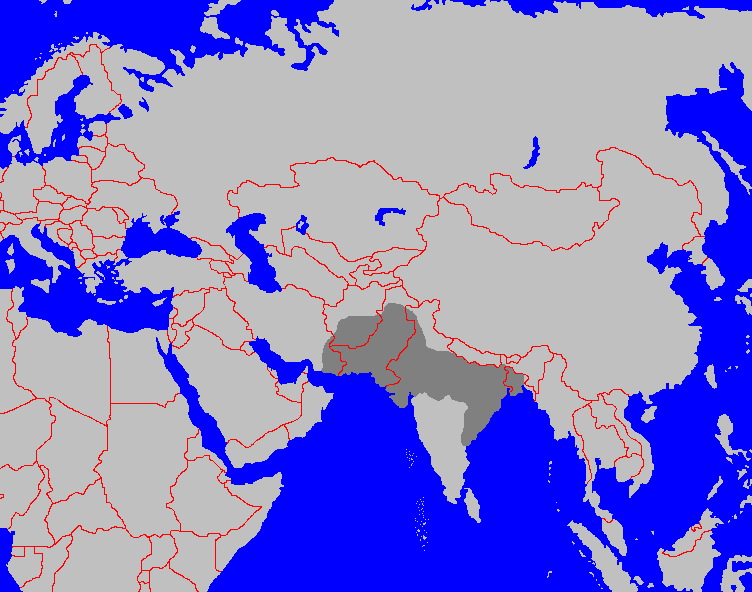
Das Gupta-Reich

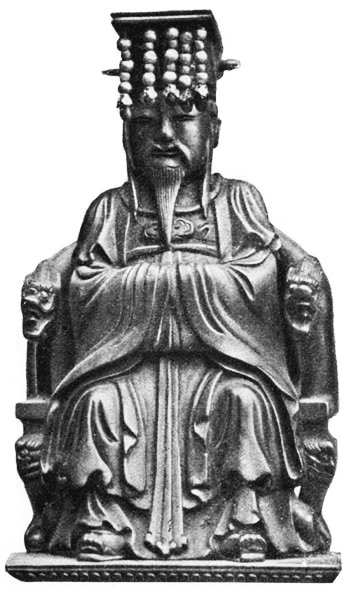
Konfuzius

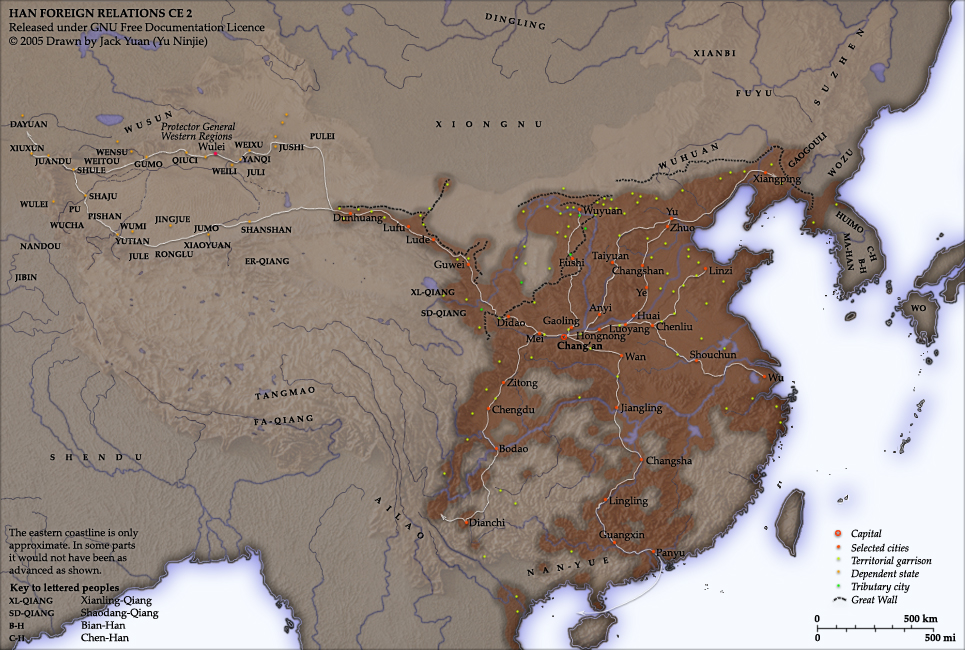
Das Reich der Han-Dynastie

Die seit dem Entstehen der frühen Hochkulturen sich beschleunigende wissenschaftliche und technologische Entwicklung, insbesondere die sich verbreitende Eisenverarbeitung, erlaubt das Entstehen größerer Reiche. Seit dem 9./8. Jahrhundert vor Christus hatten Phönizier und Griechen den Mittelmeerraum für ihren Handel erschlossen und Kolonien gegründet. Vor allem den Griechen diente dies auch dem Export des Bevölkerungsüberschusses ihrer Städte. Bis Mitte des 2. vorchristlichen Jahrhunderts war der gesamte Mittelmeerraum im Römischen Reich aufgegangen, dessen Zusammenhalt durch einen systematischen Straßenbau und den Seeweg über das Mittelmeer gewährleistet wurde. Auch in den anderen Kulturräumen entstehen nunmehr Großreiche. Seit dem 6. Jahrhundert v. Chr. das Persische Reich und dessen Nachfolger, in Nordindien im 3. Jahrhundert das Maurya-Reich, welches als erstes für kurze Zeit fast ganz Indien erobern kann und um 200 v. Chr. das China der Han-Dynastie.
Religion stellt eine weitere Möglichkeit dar, den Zusammenhalt in diesen Reichen zu stärken. So wurden die Begründer reformerischer oder neuer theologischer Lehren wie Zarathustra oder Siddhartha Gautama zu Religionsstiftern, da die Verbreitung ihrer Ideen von den Herrschern in Persien und Indien bewusst gefördert wurde. In China setzten die Han die von Mengzi fortgeführten Lehren des Konfuzius zur Ausbildung der Beamten ein. In frappierender Gleichzeitigkeit der Ereignisse lebten diese zu Beginn dieser Epoche etwa um 500 vor Christi Geburt, wie auch die ersten griechischen Naturphilosophen (zum Beispiel Heraklit) oder (etwas früher) der bedeutende jüdische Prophet Jesaja.
Ein Grund kann gewesen sein, dass sich mit der Expansion dieser klassischen Reiche der Antike die Lücken zwischen den Kulturräumen zum ersten Mal schließen und die Verbreitung von Ideen weiter erleichtert wird. Zum ersten Mal entsteht ein transkontinentaler Handel. Über die Seidenstraße und den Indischen Ozean gelangen unter anderem Gewürze und Seide nach Westen, Edelmetalle, Glas und Rohstoffe nach Osten.

### Persien, 6. Jahrhundert v. Chr. bis 6. Jahrhundert n. Chr.
Das Gebiet des heutigen Iran bildete seit dem 6. vorchristlichen Jahrhundert einen geographischen Raum, der dazu einlud, von einem Reich beherrscht zu werden. Die Meder, Perser und ihre Nachfolger gehörten wie die weiter nördlich nomadisch lebenden Kimmerer, Skythen und Sarmaten zur indo-europäischen Gruppe der Iranier. Die Erfindung von Sattel und Steigbügel ermöglichte etwa ab der Partherzeit die Verwendung von berittenen Kriegern.
- 612 v. Chr.: Die Meder erobern die assyrische Hauptstadt Ninive und zerstören das assyrische Reich.
- 550 v. Chr.: Kyros II. erhebt sich gegen die Meder und gründet das persische Reich, das Mesopotamien, Syrien und Ägypten erobert und so das erste Großreich der Geschichte bildet. Innere Unruhen führen kurze Zeit später zur Machtergreifung des Dareios I., der die Achämeniden-Dynastie gründet. Mit dem Perserreich, dessen Herrscher für die Sicherheit der Karawanenwege sorgen, erlebt der Handel zwischen Indien und Mesopotamien einen Aufschwung.
- 333 v. Chr.: Alexander von Makedonien beginnt die Eroberung des persischen Reiches und nach seinem Tod bilden sich bis nach Indien hellenisch geprägte Nachfolgereiche (vgl. Hellenismus).
- 247 v. Chr.: Im Seleukidenreich machen sich die Parther unabhängig. Etwa zur selben Zeit löst sich das ebenfalls hellenistische graeko-baktrische Reich von den Seleukiden.
- 224: Ardaschir I. gründet das Sassanidenreich, das zum Hauptrivalen des Byzantinischen Reiches wird.

### Das Altertum Indiens, 5. Jahrhundert v. Chr. bis 5. Jahrhundert n. Chr.
So wie der Iran einen zusammengehörenden geographischen Raum darstellte, der immer wieder zu Reichsbildungen einlud, galt dies für das Indus- und Gangestal in Indien. Eine natürliche Grenze bildete das Hochland des Dekhan, das stets nur für kurze Zeit von den Großreichen der Gangesebene unter Kontrolle bekommen werden konnte. In der „Vedischen Zeit“ (benannt nach dem bedeutendsten Zeugnis, des Rigveda) seit Beginn der Einwanderung von oder der Eroberung durch Indo-Europäer (Arier) in das Industal entstehen kleinere Reiche im Indus- und später dem Gangestal, die Schrift und Eisenverarbeitung kennen. Im Gegensatz dazu standen die Reiche Südindiens, deren Bevölkerung dravidische Sprachen sprach, die vermutlich mit der der Induskultur und vielleicht sogar mit der Elams oder Sumer verwandt waren.
- 500 v. Chr.: Die Mahajanapadas genannten Fürstentümer werden vom am Ganges gelegenen Reich von Magadha erobert.
- 326 v. Chr.: Das Magadha-Reich geriet in eine Krise und die Dynastie der Maurya kommt an die Macht. Unter dessen bedeutendstem Herrscher Kaiser Ashoka (Regierungszeit: 268–232 v. Chr.) erlebt Indien eine erste Blüte und der Buddhismus breitet sich aus. Nach Ashokas Tod zerfällt das Reich und Nordindien wird für lange Zeit durch in Baktrien und am Indus entstehende Reiche beeinflusst (Indo-Griechen, Saken, Kuschana).
- Um Christi Geburt: In Südindien schafft eine Intensivierung des Reisanbaus die Grundlage für das Entstehen von Territorialreichen in den tropischeren Regionen. Zunächst weitgehend vom arisch geprägten Norden unbeeinflusst entstehen die „dravidischen“ Reiche Südindiens von Kalinga und Satavahana.
- 350: Im ehemaligen Kerngebiet des Reiches von Magadha expandiert das zweite Großreich des indischen Altertums. Die Zeit der Gupta gilt als klassische Periode, oder sogar als „Goldenes Zeitalter“, geprägt von einer Neubelebung des Hinduismus, aber auch von Toleranz. Der Einfall eines weiteren Nomadenvolkes, der sogenannten Alchon-Gruppe (die nicht einfach mit den Hephthaliten gleichzusetzen sind), führt zum Untergang dieses Reiches.

### Das China der Han-Dynastie, 3. Jahrhundert v. Chr. bis 3. Jahrhundert n. Chr.
Ab etwa 500 v. Chr. breitete sich während der Zeit der Streitenden Reiche der Gebrauch des Eisens aus. Die regionalen Fürsten stellten stehende Heere auf und begannen zunehmend, die Autorität der späten Zhou Könige in Frage zu stellen.
- 221 v. Chr.: Das am Wei gelegene Reich von Qin wird Hegemonialmacht und erobert schließlich alle von der chinesischen Kultur geprägten Reiche am Huang He.
- 206 v. Chr.: Missernten und Steuerdruck führen zu Aufständen, in deren Zuge der erste Kaiser der Han-Dynastie an die Macht kommt. China wird endgültig geeint und erlebt einen gewaltigen Aufschwung, sowie ein dramatisches Anwachsen der Bevölkerung basierend auf der zunehmenden Verwendung von Eisenpflug, Zugtieren und Bewässerungsanbau. Unter den Han wird eine durch Konfuzius geprägte Beamtenschaft geschaffen und die Verwaltung zentralisiert. Es kommt zu einer Expansion nach Korea und Nordvietnam, die, obwohl nur lose dem China der Han verbunden, stark unter deren kulturellem Einfluss stehen. Zudem werden systematisch die Länder am Yangtse erschlossen.
- 7 n. Chr.: Einem kurzen Interregnum unter Wan-Mang folgte die Spätphase, in der die Kaiser zunehmend an Macht verloren und Eunuchen an Einfluss am Hof gewinnen. Um 220 dankt der letzte Han ab, nachdem das Reich bereits de facto in drei Teile zerfallen war.

## Mittelalter
Der Begriff ist strenggenommen nicht zutreffend, wird aber für alle Kulturkreise auch gebraucht, um Zwischenphasen zwischen den klassischen Kulturen und später folgenden wieder blühenden Reichen der Neuzeit zu kennzeichnen. Bis zur Zeitenwende war bis auf China die Geschichte Asiens von der Ausbreitung der Indo-Europäer geprägt. Nun bestimmen Nomaden aus Zentralasien das Bild. Sowohl China, als auch Indien und Europa wurden in Mitleidenschaft gezogen. Insbesondere China war bis zu dem Erscheinen der Mongolen zumeist in einen nördlichen und südlichen Teil mit schnell wechselnden Dynastien geteilt, wobei die des Nordens durch Nomaden gegründet wurden, die in der Folge rasch die chinesische Kultur übernahmen (Sinisierung). Eine Ausnahme bildete das Reich der Tang-Dynastie. Nahezu im Anschluss breitet sich mit den Arabern der Islam nach Zentralasien aus. Die Übernahme des Islam durch die sich ausbreitenden türkischen Völker und der Mongolen führt zu einer zweiten Eroberungswelle, in deren Verlauf der Islam Indien erreicht und schließlich die drei großen „Pulverreiche“ entstehen: Osmanisches Reich, Persien und das der Großmoguln in Indien. In Japan verläuft die Entwicklung eher separat. Südostasien wird teils von China, teils von Indien beeinflusst. Grob folgen in Ostasien auf die Epoche der Hsiung-Nu zwei Phasen, in denen zunächst Völker der türkischen, dann der mongolischen Sprachfamilie expandieren.

### Die Xiongnu, Nomadenvölker Zentralasiens bis zum 5. Jahrhundert
Seit den letzten vorchristlichen Jahrhunderten sind verschiedene schnell aufeinander folgende Großreiche von Nomaden in den Steppengebieten zwischen Mandschurei und Baikalsee, sowie Altai- und Tian-Shan-Gebirge bekannt. Unter energischen Herrschern expandierten diese am ehesten als Stammesföderationen zu charakterisierenden Reiche ebenso schnell, wie sie unter ihren Nachfolgern wieder zerfielen. Schriftlichkeit und Verwaltung waren ebenso selten wie Urbanität. Eine Ausnahme für Letzteres bilden die Städte entlang der Seidenstraße.

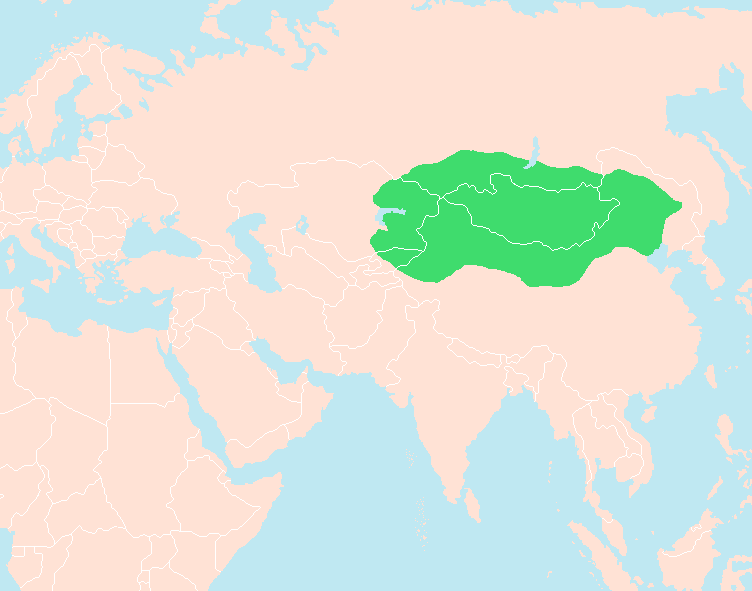
Das Xiongnu-Reich

- 318 v. Chr.: Erste belegte Erwähnung der Xiongnu (Hsiung-Nu), deren Machtzentrum südlich des Baikalsees lag. Der Druck dieser Nomaden führt zu den ersten Befestigungen der Nordgrenze Chinas, dem Vorläufer der Großen Mauer. Sie besiegen 174 v. Chr. die Yuezhi (Tocharer), die 160 v. Chr. nach Westen abziehen und in Baktrien das Kuschanreich gründen. Mit dem Erstarken Chinas unter der Han-Dynastie werden die Xiongnu im Laufe des 1. nachchristlichen Jahrhunderts zurückgedrängt, ohne ganz zu verschwinden. Nach dem Niedergang Chinas unter den späten Han, geraten Teile Nordchinas unter die Herrschaft der Nomaden, die rasch sinisiert werden. Im Jahre 311 wird die chinesische Hauptstadt Luoyang von ihnen zerstört. Die Namensähnlichkeit der Xiongnu mit den Hunnen führte zu dem Schluss, sie seien verwandt; eine ethnische Übereinstimmung ist jedoch mittlerweile sehr zweifelhaft. Möglicherweise lässt sich diese Übereinstimmung darauf zurückführen, dass verschiedene Völker sich dieses Namens zur Stärkung ihrer Legitimation bedienten.
- 155 A.D.: Die in der Mandschurei seit dem 3. vorchristlichen Jahrhundert beheimateten Xianbei erobern Teile des zerfallenden Xiongnu Reiches. Ein Teil dieses Volkes, die Toba, gründen 439 die Nördliche Wei-Dynastie in Nordchina.
- 402: Die eher in der heutigen Mongolei beheimateten Yuan-Yuan werden vorherrschende Macht. She-Luan nimmt als erster Herrscher den Titel Khagan (Khan) an. Mit diesem neuen fortan gebrauchten Titel scheint eine gewisse Institutionalisierung der Herrschaft von Nomaden oberhalb der Stammesebene einherzugehen. Um 520 zerfällt ihr Reich in einen westlichen und östlichen Teil.

### Turkvölker, Ost- und Zentralasien 6. bis 12. Jahrhundert

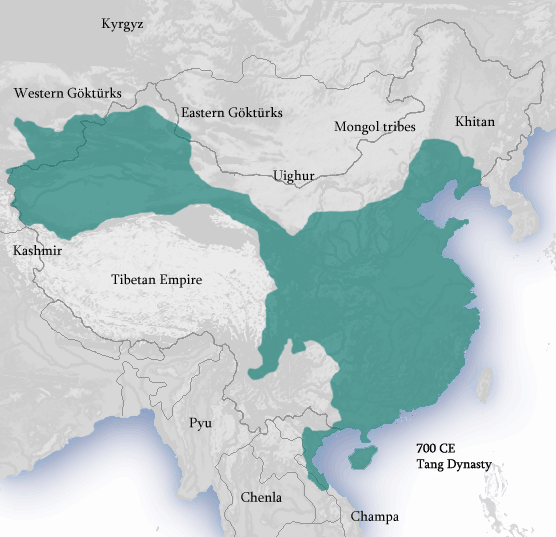
Die Tang 700

- 552: Unter dem ersten namentlich bekannten Herrscher Bumin lösen sich die aus der Gegend des Altai-Gebirges stammenden Kök-Türken mit einer siegreichen Schlacht von der Vorherrschaft der Juan-Juan und gründen ein Reich das von Nordkorea bis zum Schwarzen Meer reicht. Sie gehören im Gegensatz zu den bisherigen Nomadenvölkern einer eigenen Sprachgruppe an, über die die Turkvölker eine eigene Gruppe bilden. Sie beherrschen als erste Nomaden Ostasiens die Eisenverarbeitung. Bereits 584 zerfällt das Reich in einen westlichen und östlichen Teil.
- Um 560: Das Hephthalitenreich und damit die letzte Herrschaft der sogenannten iranischen Hunnen (siehe Chioniten, Kidariten, Alchon und Nezak) fällt unter dem Angriff der Sassaniden und Kök-Türken.
- 618: Mit dem Erstarken der chinesischen Tang-Dynastie geraten bis 659 die Türken unter chinesische Herrschaft. Unter den Tang wird China geeint und wieder expansiv. Es erobert nicht nur Zentralasien, sondern übt durch die Aktivitäten chinesischer Kaufleute einen starken kulturellen Einfluss auf Ost- und Südasien aus. Der Handel profitiert von der Ausweitung der Gewerbe, insbesondere der Porzellan- und Seidenherstellung. Die starke Zentralmacht sorgt durch den Bau der sogenannten Kaiserkanäle für eine Verbindung der wirtschaftlichen Zentren des Reiches in Norden und Süden. Mit dem Erlahmen der Tang-Herrschaft im Laufe des 9. Jahrhunderts geht eine Renaissance des Türkischen Reiches einher.
- 745: Die Uiguren, ein Teilvolk der mit den Türken verwandten Oghusen, erringen ihre Unabhängigkeit und werden zur Hegemonialmacht, bis ihre Macht um 840 von den Kirgisen gebrochen wird.
- 790: Das bereits seit dem 7. Jahrhundert bestehende Königtum der Tibeter wird zu einer starken Macht und bringt Teile der Seidenstraße unter seine Kontrolle. Seine Könige nehmen von indischen Mönchen den Buddhismus an. Um 900 zerfällt das Reich in einen nördlichen (Hsia-Hsia) und südlichen Teil.
- 926: Die Kitan erobern das nordkoreanische Balhae-Reich und werden vorherrschende Macht in den Steppengebieten Ostasiens und Nordchina. Daneben bleibt das 918 entstehende koreanische Reich von Goryeo, welches die sogenannten Drei Reiche von Korea beerbte, unabhängig.
- um 1130: Die aus der Mandschurei stammenden Jurchen verdrängen die Kitan und gründen in Nordchina die Jin-Dynastie. Teile der Kitan ziehen nach Westen und gründen dort das buddhistische Kara-Kitai-Reich. Das seit 960 unter der Song-Dynastie wieder geeinte China wird erneut geteilt. Die Song müssen 1141 die Oberhoheit der Jin-Dynastie anerkennen. Wirtschaftliche Schwierigkeiten und Änderungen des Laufes des Huang He führen zu einer Migration nach Süden, womit sich der wirtschaftliche Schwerpunkt des chinesischen Reiches verschiebt.

### Expansion des Islam, 7.–12. Jahrhundert

Expansion des Islam bis zum Jahr 750:
Ausbreitung unter dem Propheten Mohammed, 622–632
Ausbreitung unter den vier „rechtgeleiteten Kalifen“, 632–661
Ausbreitung unter den Umayyaden, 661–750

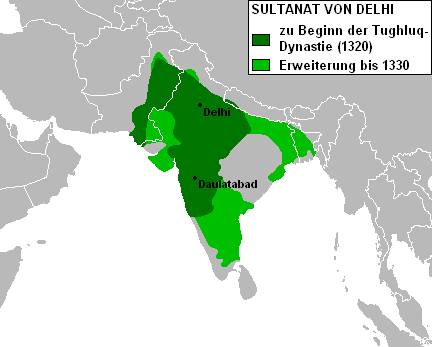
Größte Ausdehnung des Delhi-Sultanats zu Beginn der Tughluq-Dynastie (ca. 1320–1330)

- 623: Mit der Hedschra beginnt die islamische Zeitrechnung. Innerhalb kürzester Zeit erobern die Araber unter den Umayyaden die Alte Welt von den Pyrenäen (721) bis zum Indus (Sindh 712). Unter den Abbasiden und denen weiter im östlichen Iran sich von ihnen lösenden Samaniden werden verstärkt Türken als Soldaten eingesetzt, die zunehmend in die Machtelite aufsteigen. Der Islam verbreitet sich rasch unter den Türken in Zentralasien.
- 1055: Im Osten (Irak und Iran) steigen die sunnitisch türkischen Seldschuken auf. Der abbasidische Kalif wandelt sich zu einem eher religiösen Oberhaupt der islamischen Welt, die sich damit fortan in drei Machtbereiche mit Bagdad (Seldschuken), Kairo (Fatimiden) und dem Maghreb mit verschiedenen Dynastien teilen lässt. Dennoch verbinden Religion und eine gemeinsame städtische Kultur die Muslime.
- 1001: Unter Mahmud beginnen die türkischen Ghaznawiden in Nordindien einzufallen. Ihr Gegner sind die in Nordwestindien ansässigen hinduisierten Rajputen und deren Königreich der Pratihara. Indien war seit den Gupta nicht mehr unter die Kontrolle eines Großreiches gekommen. Neben den Rajputen existierte in Bengalen das Palareich, im Dekhan das von Chalukya und später Rashtrakuta, sowie in Südindien nacheinander Pallava, das bedeutende Chola und Pandya. Daneben bestand auf Sri Lanka das singhalesische Reich von Anuradhapura.
- 1206: Ein weiterer türkischer Kriegsherr vollendet die Eroberung und gründet das Sultanat von Delhi, welches Nordindien und Teile des Dekhans erobert. Im Gegensatz dazu standen die hinduistischen Reiche von Gajapati in Orissa und Vijayanagar in Südindien. Um 1345 spaltete sich das Bahmani-Sultanat von Delhi ab.

### Die Mongolen, 13. und 14. Jahrhundert

Die mongolischen Eroberungen

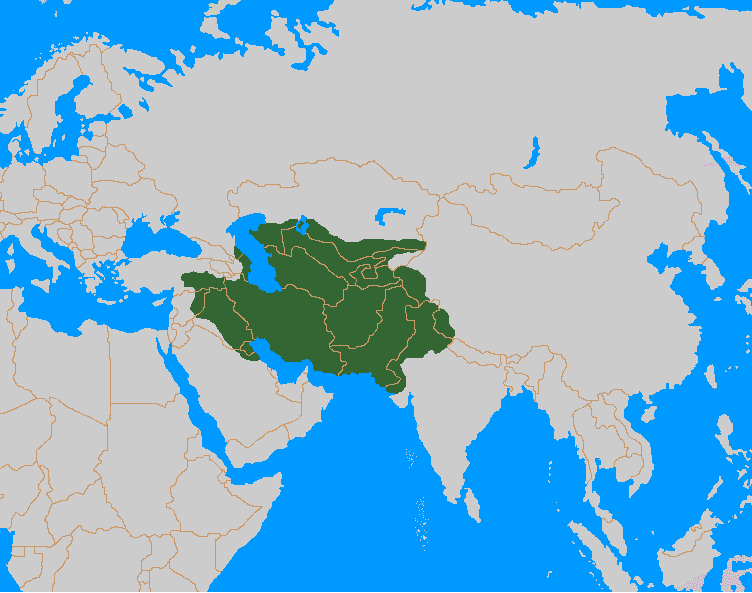
Das Reich Timur Lenks (1365–1405)

Der gewaltige Eroberungszug der Mongolen führt zu einem Großreich, unter dessen Schutz die Seidenstraße wieder an Bedeutung erlangt. Die sogenannte „pax mongolica“ erlaubt die sichere Reise von Europäern bis nach China und vor allem die Reiseberichte des italienischen Kaufmanns Marco Polo („Il Milione“) und der mit diplomatischen Missionen beauftragten Wilhelm von Rubruk und Giovanni Carpini eröffnen erstmals das Wissen Europas über den Fernen Osten.
- 1206: Temüdschin (Dschingis Khan) einigt die Mongolenstämme und fällt 1211 in China ein, ohne es zunächst erobern zu können. Er wendet sich nach Westen und besiegt die Kara Kitai, deren Reich allerdings schon zerfallen war, die Choresm-Schahs und gelangt bis zum christlichen Georgien und nach Südrussland, ehe er in den Osten zurückkehrt und das Reich der Hsia-Hsia erobert. Gemäß der türkischen Tradition wird das Reich unter den Söhnen in Lehensgebiete geteilt. Unter dem neuen Khan Ögödei wird Karakorum die Residenz der Mongolen und er bedient sich der Angehörigen verschiedener unterworfener Kulturvölker wie Chinesen und Araber, um eine Verwaltung zu etablieren.
- 1258: Die Mongolen zerstören unter Möngke endgültig das Abbassidenkalifat und erobern Bagdad. Etwa zur selben Zeit erobert sein Bruder Khubilai auch den südlichen Teil Chinas.
- um 1300: Das mongolische Reich zerfällt. In Südrussland wird das bereits islamisierte Teilreich der Goldenen Horde unter dem Herrscher Usbek unabhängig. Im Laufe des 15. Jahrhunderts zerfällt das Reich in mehrere Khanate, die allmählich vom expandierenden Großfürstentum Moskau erobert werden. In Zentralasien bildete sich das Tschagatai-Khanat, im Irak das der Ilchane und in China das Reich der mongolischen Yuan-Dynastie.
- 1363: Der Eroberer Timur erobert große Teile des Iraks, Irans und Zentralasiens. Er begründet die Dynastie der Timuriden. Aber bereits nach dem Tod seines Nachfolgers beginnt das Reich zu verfallen. Im südlichen Zentralasien beginnen türkisch-mongolische Gruppen zu expandieren, die zunächst als Usbeken bezeichnet wurden und dann ein Teil dieser Verbände, die sich als Kasachen verbreiten.

### Japan

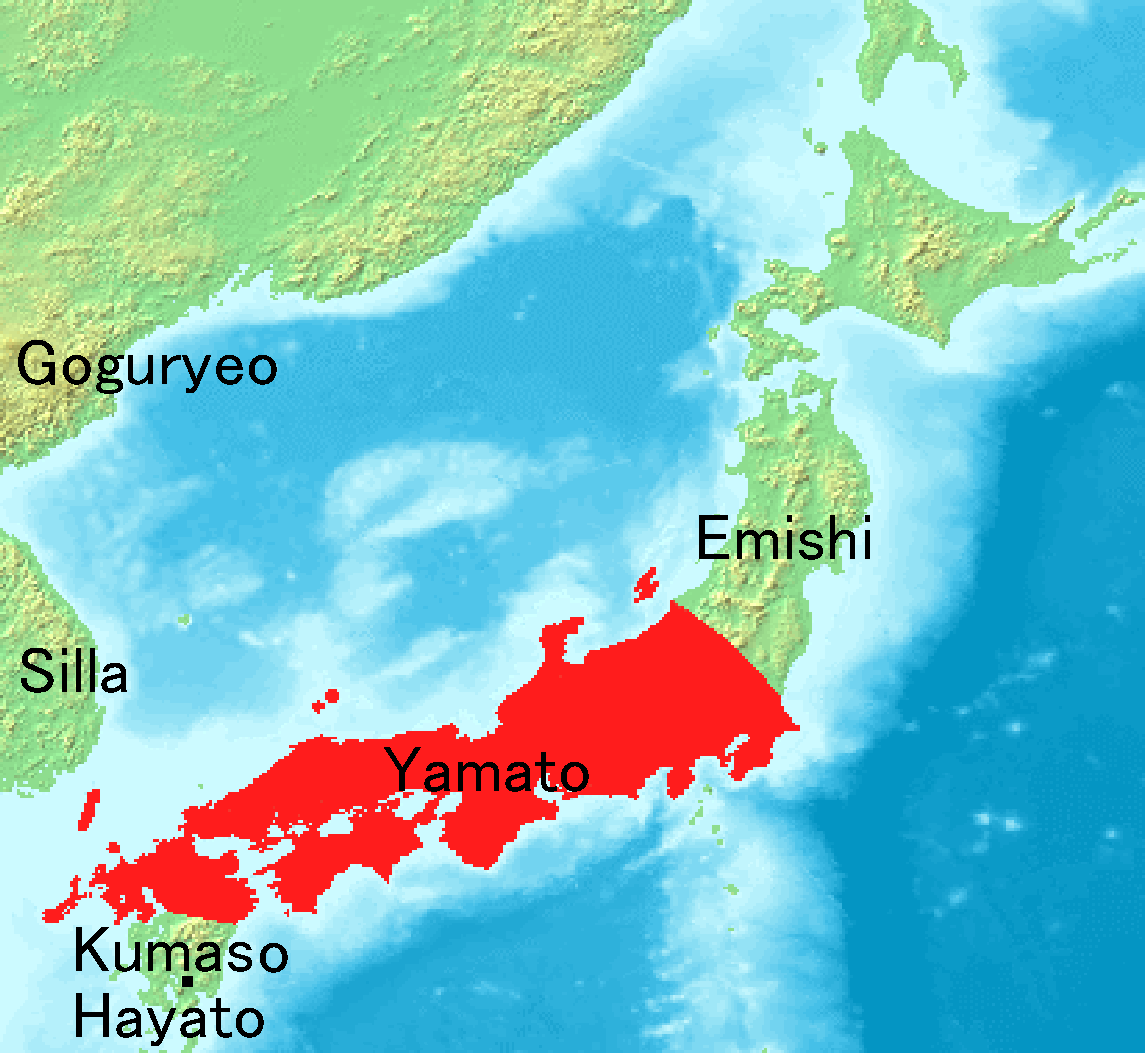
Das Yamato-Reich (7. Jahrhundert)

In Japan entsteht ab dem 4. Jahrhundert mit dem Yamato-Reich das erste staatliche Gebilde. Mit der Nara-Zeit im 8. Jahrhundert beginnt die klassische Zeit des japanischen Altertums, in der der Herrscher sich in Abgrenzung zu der kulturellen Vormacht China als Tennō, das heißt als gleichberechtigter Kaiser tituliert. Während der Heian-Zeit zwischen 794 und 1185 gewinnt die Familie Fujiwara an Macht und stellt die Regenten. In der nachfolgenden Kamakura-Zeit wird der Kampf um die Macht im Genpei-Krieg zwischen den Familien Taira und Minamoto ausgetragen, den Letztere gewinnt und das erste Shogunat errichtet. Japan ist fortan ein stark feudal geprägtes Reich mit einer von einem Regenten geführten straffen Verwaltung und einer adligen Kriegerkaste, den Samurai.

### Südostasien

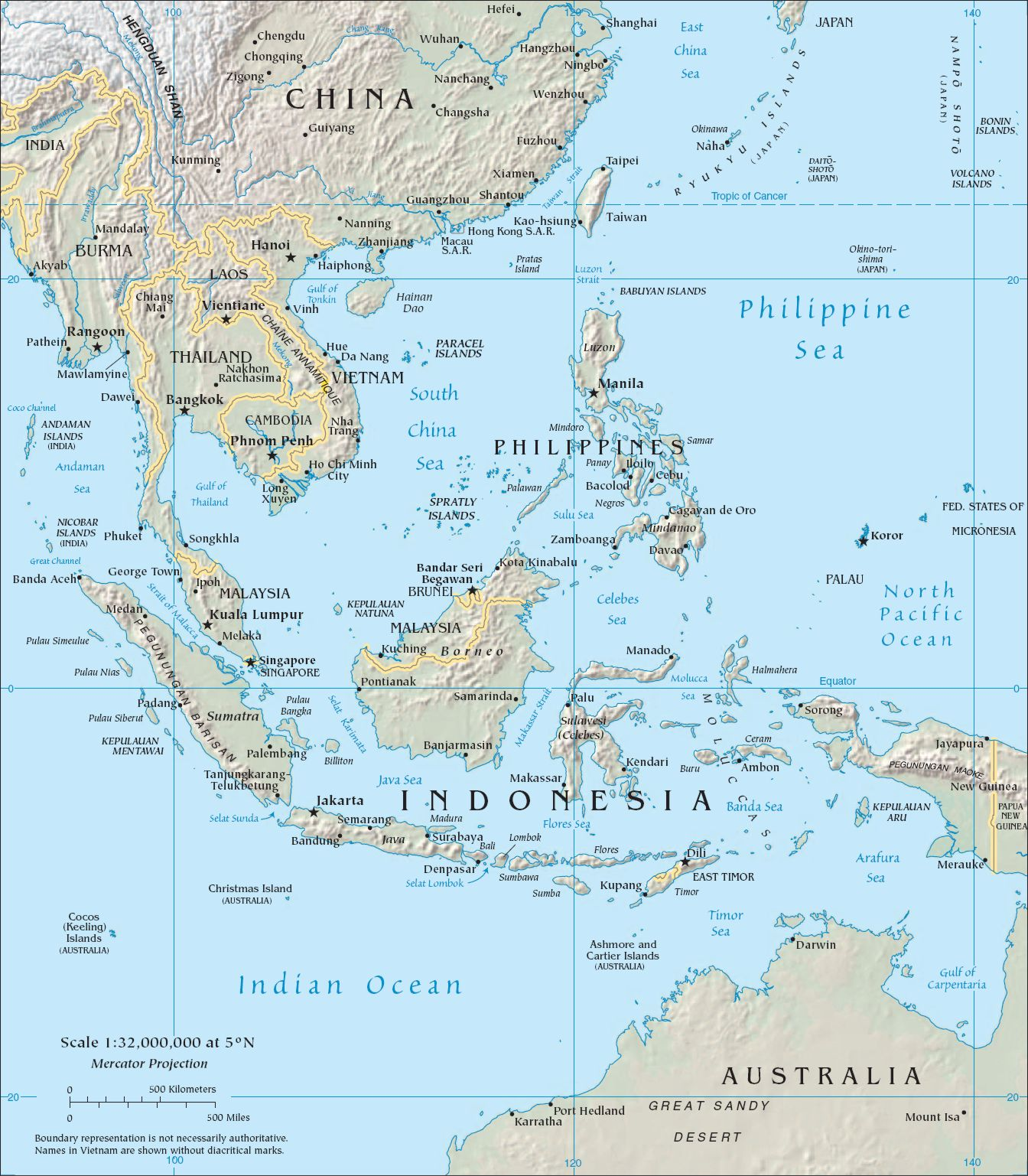
Das heutige Südostasien

Während das Gebiet des heutigen Vietnam unter chinesischem Einfluss stand, waren die weiter südlichen und östlichen Teile Südostasiens einem starken indischen Einfluss ausgesetzt. Neben den vietnamesischen Reichen siedelte in Südvietnam das Volk der Champa. Offenbar wurden Hinduismus und Buddhismus bewusst zur Legitimation der allmählich auf Grundlage eines intensiven Reisanbaus entstehenden Herrschaften (sog. Mandala-Reiche) eingesetzt, die jedoch noch lange keine Territorialherrschaften waren. Ähnlich wie im frühen Mesopotamien spielten anfangs Tempel auch eine wichtige ökonomische Rolle.
- um 700: Sumatra scheint der Ausgangspunkt des maritim geprägten Reiches oder Staatenbundes von Srivijaya zu sein.
- 802: Die erstmals belegte Krönung eines Khmer-Herrschers zum König deutet auf eine sich allmähliche verstärkende Herrschaft der Mandala-Königtümer hin.
- 900: Im Gebiet des heutigen Myanmar im Irrawady-Tal entsteht das Bagan-Reich der Pyu.
- 1009: Nach dem Zerfall der Tang-Dynastie entsteht in Nordvietnam wieder ein unabhängiges indigenes Reich: Đại Việt.
- 1080: Im Reich der Khmer scheint ein Umsturz stattgefunden zu haben, der eine Dynastie an die Macht bringt. Um etwa 1150 wird unter einem Herrscher der neuen Dynastie die berühmte Tempelanlage von Angkor Wat errichtet.
- um 1200: Das Nachfolgereich von Taruma (vgl. Sailendra), Singhasari und später Majapahit auf Java verdrängt Srivijaya als Hegemonialmacht der südostasiatischen Inselwelt.
- um 1270: Beginnt das Bagan-Reich in Schwierigkeiten zu geraten. Als Nachfolgestaat etabliert sich das Reich von Pegu in Unterbirma, dem das einige Jahre später gegründete Reich von Ava in Oberbirma gegenübersteht.
- um 1300: Der Druck der mongolischen Eroberungen führt zu den Wanderungen der Shan- und Thaivölker, die zu mehreren Reichsgründungen führen.
- um 1400: Malakka wird gegründet.

## Neuzeit
Das bestimmende Geschehen ab 1500 A.D. ist der europäische Kolonialismus, der zur kompletten Vorherrschaft Europas im 19. Jahrhundert führt. Die Übersteigerung zu Imperialismus und Rassismus führt letztlich in die beiden Weltkriege, nach und während denen Europa nicht mehr die Kraft hat, sich gegen Unabhängigkeitsbestrebungen zu wehren. Die einsetzende Dekolonisation gestaltet sich teils friedlich, wie in Indien, wenngleich nicht ohne Widerstände, teils aber auch überaus blutig wie in Algerien und Vietnam.
(siehe hierzu Europäische Expansion)
Das Interesse der Europäer war zunächst allein auf die Kontrolle des Handels gerichtet. Dabei ging es nicht allein um die Schaffung einer Monopolstellung im Gewürzhandel, sondern auch um die Einschaltung in den innerasiatischen Handel, um durch die Erwirtschaftung von Gewinnen den für den defizitären Handel mit Südindien benötigten Silberbedarf zu senken. Pfeffer, Nelken, Muskat und Zimt spielten zunächst die Hauptrolle.

### Asien zu Beginn der europäischen Entdeckungsfahrten

Osmanisches Reich bis 1683

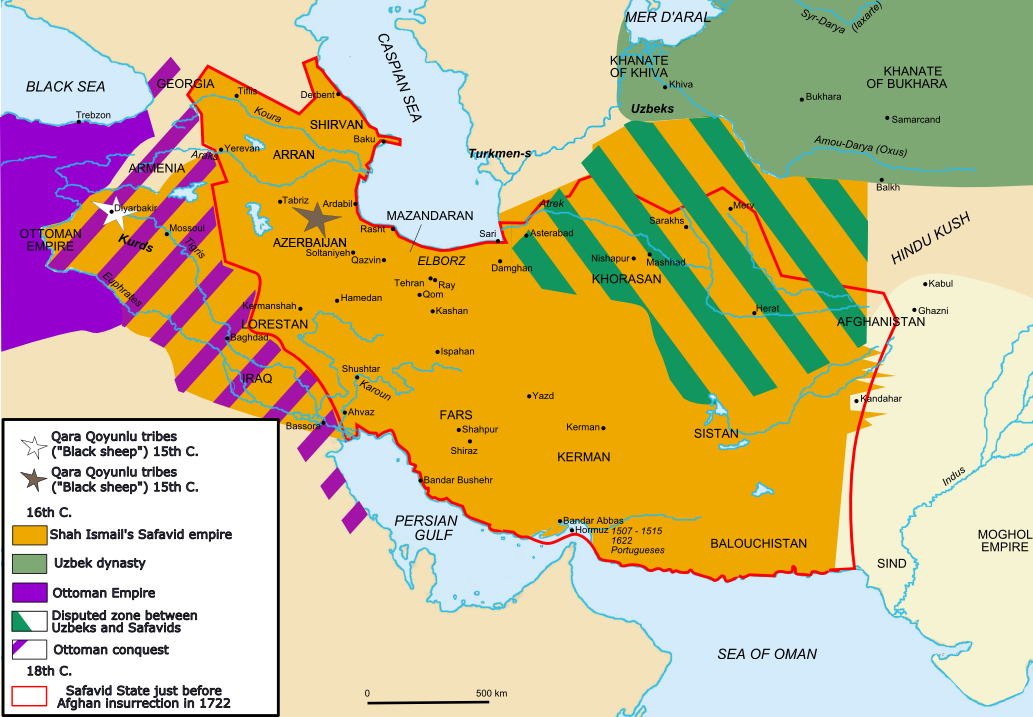
Persien unter den Safawiden

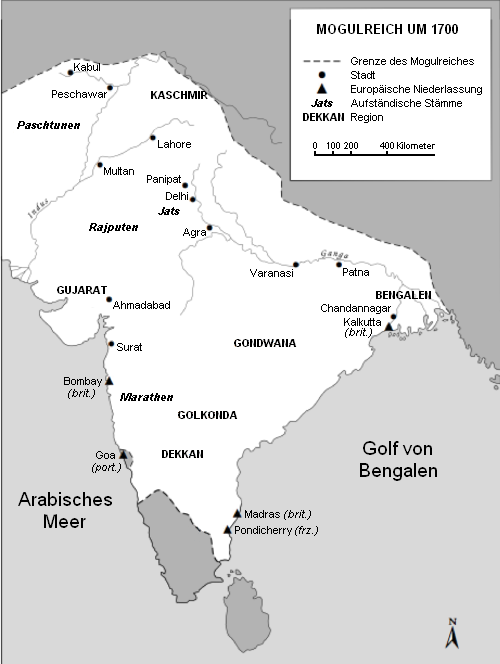
Das Mogulreich um 1700

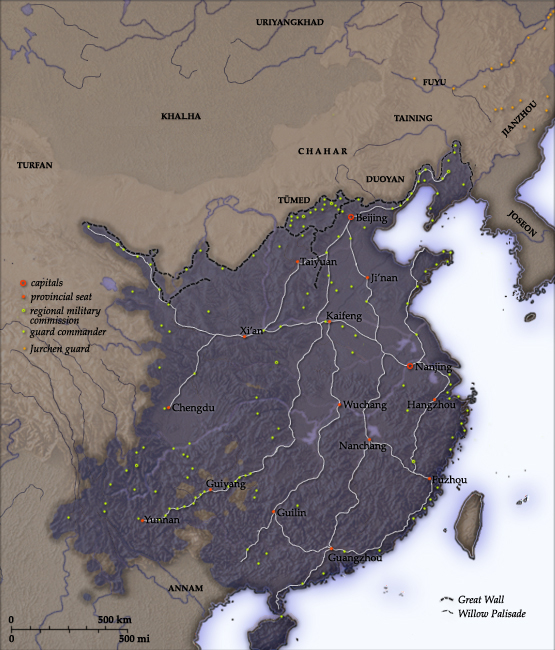
Ming-Dynastie – 1580

Die Verbreitung von Schießpulver und damit Musketieren und Kanonen Ende des 15. Jahrhunderts führt zu der Entstehung der drei großen islamischen Reiche der Osmanen, Safawiden und Großmoguln. Mit den Ming in China komplettiert sich das Bild der großen Reiche Asiens, denen sich die Europäer gegenübersehen. Alle diese Reiche werden durch die sogenannte „Kleine Eiszeit“ im 17. Jahrhundert in Mitleidenschaft gezogen.
- 1451: Mit dem Regierungsantritt Mehmeds II. avanciert das seit dem 14. Jahrhundert in Anatolien und auf dem Balkan expandierende Osmanische Emirat zum Osmanischen Reich. 1453 gelingt die Eroberung Konstantinopels, das zur Hauptstadt wird und das neue Imperium expandiert bis Mitte des 16. Jahrhunderts nach Persien, Ägypten und bis nach Wien (Belagerung von 1529). Die Stärke des Reiches beruht auf den an Soldaten ausgegebenen Pfründen (Timar-System) und den nur dem Sultan unterstellten Elitetruppen der Janitscharen. Mit dem Ende der Expansion kommt es zu einer Landknappheit, die das Timarsystem schwächt. Teure Kriege verschärfen die Probleme, so dass das Reich in der Folge in eine innere Krise stürzt. Ab Mitte des 17. Jahrhunderts führen fähige Großwesire Reformen durch, die den Osmanen eine zweite Phase versuchter Expansion gegen Habsburger, Perser und Russen ermöglichen, bevor das Reich im 18. Jahrhundert endgültig außenpolitisch defensiv wird („Tulpenzeit“).
- 1501: Shah Ismail I. gründet die Safawiden-Dynastie. Die Blütezeit erlebt die Dynastie um 1600. Die Schaffung eines stehenden Heeres mit dem Vorteil der Feldartillerie ermöglicht Rückeroberungen von Gebieten der Osmanen. Die Safawiden sind schiitisch, aber trotzdem religiös tolerant. Mit dem durch die Europäer verursachten Rückgang des interkontinentalen Handelsvolumens über Land sinkt die Macht der Safawiden. 1722 kommt es zu einem Aufstand afghanischer Stämme, die von Nader Schah (1736–1747) zurückgedrängt werden. Nach seiner Ermordung kommt es zur Bildung eines unabhängigen Afghanistan. In Persien folgt nach lang andauernden Nachfolgekämpfen 1796 die Dynastie der Kadscharen.
- 1526: Der von den Usbeken bedrängte Timuridenfürst Babur beginnt die Eroberung des Sultanats von Delhi und gründet das Reich der Großmoguln. Unter Akbar seit 1556 expandiert das Reich weiter, bis es weite Teile Indiens beherrscht. Seine Verwaltungsreformen und die religiöse Toleranz gegenüber den Hindus schaffen dem Reich eine dauerhafte Grundlage. Im 18. Jahrhundert kommt es zu einem Niedergang der durch Nader Schahs Eroberung Delhis 1739 deutlich wird. Die Krise der Moguln können die hinduistischen Marathen im Dekhan zur Erkämpfung ihrer Unabhängigkeit und die Afghanen zu Eroberungen im Norden des Subkontinents nutzen.
- 1368: Der Ming-Dynastie gelingt es, die Mongolen zu vertreiben und eine neue straffe Herrschaft über ganz China zu errichten. Einer zunächst expansiven Politik, gekennzeichnet durch Expeditionen nach Zentralasien, Vietnam und über See unter Admiral Zheng He ist wenig Erfolg beschieden. 1449 wird der Ming-Kaiser nach einer Schlacht gegen die Oiraten gefangen genommen und die Ming agieren fortan nur noch defensiv. Die Große Mauer wird ausgebaut. Ein wirtschaftlicher Niedergang zu Beginn des 17. Jahrhunderts führt zum Erlahmen der Widerstandskraft und den aus den Jurchen hervorgegangenen Mandschu gelingt 1644 die Eroberung Beijings.
- 1592: Das Korea der Joseon-Dynastie wird fast von Japan erobert, bis es einem Heer der chinesischen Lehnsherren, der Ming, gelingt, die Japaner wieder zu vertreiben. In Japan folgt kurze Zeit später auf das Shogunat der Ashikaga, das der Tokugawa, unter denen sich Japan zwischen 1603 und 1868 einer Periode des Friedens erfreut, aber sich auch von der Außenwelt abschottet.
- 1644: Unter der Qing-Dynastie kommt es zu dem Versuch, der Sinisierung zu widerstehen. Das chinesische Verwaltungssystem wird beibehalten, aber durchweg mit Manchu besetzt. Im 18. Jahrhundert gelingt es diesen, ihre Herrschaft auch in den entlegenen Provinzen und bis nach Tibet durchzusetzen. Mit den Europäern gelangten Mais, Süßkartoffel und Erdnüsse nach China und ermöglichten ein erneutes Bevölkerungswachstum durch die Ausweitung der landwirtschaftlich genutzten Flächen.
- Südostasien: Unter den Thaistaaten gewinnt im 16. Jahrhundert das Königreich Ayutthaya die Vormachtstellung, aus dem das Reich von Siam hervorgeht, welches mit Birma und dem Vietnam der Lê-Dynastie (beherrscht von den Familien der Nguyen und Trinh) rivalisiert.

### Das portugiesische Handelsimperium, 16. Jahrhundert
- 1498: Die Entdeckungsfahrt Vasco da Gamas eröffnet für die Portugiesen den Seeweg nach Indien. Das gegründete Handelsimperium der Krone konnte allerdings den Gewürzhandel nicht vollständig kontrollieren. Immerhin erreichen die Portugiesen aber einen ordentlichen Anteil am Gewürzhandel neben dem des indischen, persischen und arabischen Gewürzhandels, der über den Zwischenhandel Venedigs nach Europa gelangt. Der Handel zwischen China und Japan gehörte mit zu den profitabelsten, begünstigt durch das Verbot der chinesischen Herrscher, Handel zu treiben. Die Portugiesen gründen oder eroberten eine Reihe von Stützpunkten: 1510 Goa, 1515 Hormus, 1511 Malakka. 1557 Macau.

### Russlands Expansion nach Sibirien und Zentralasien, 16. bis 19. Jahrhundert
- 1552: Mit der Eroberung des tatarischen Khanats von Kasan und zwei Jahre später des von Astrachan beginnt die russische Expansion nach Asien. Damit sind die letzten Reste der mongolischen Herrschaft im späteren Russland beseitigt. Lediglich die Krim entgeht zunächst (bis 1783) der russischen Eroberung. Treibende Kraft sind der Expansion die russischen Pelzhändler, die nach Sibirien vorstoßen und 1649 den Pazifik erreichen. Weiter südlich in Zentralasien werden die Russen ab 1700 Schutzmacht der kasachischen Khanate, die von den letzten typischen nomadischen Völkern auf Wanderung, den Torghuten, die das Kalmückische Horde genannte Reich gründen, und den Oiraten bedrängt werden. Mitte des 19. Jahrhunderts verstärkten die Russen immer weiter ihren Einfluss, bis sie de facto die Khanate annektiert hatten. Kurze Zeit später zwingen die Russen auch die seit etwa 1700 bestehenden usbekischen Khanate von Buchara, Chiwa und Kokand unter ihren Einfluss; endgültig erobert werden die letzten aber erst nach der russischen Revolution 1920.

### Die Ostindien-Kompanien, 17. und 18. Jahrhundert
- 1600/1602: Nach der Gründung der englischen und niederländischen Ostindien-Kompanien treten die neuen nordeuropäischen Handelsnationen an die Stelle Portugals.
- 1641: Ausgangspunkt der Niederländischen Kolonien in Südostasien war die Eroberung von Malakka. Sie konzentrierten sich auf die südostasiatische Inselwelt, aus der sie die Portugiesen vertrieben, und versuchten unter anderem durch die Eroberung der Anbaugebiete oder sogar Zerstörung solcher, die sie nicht unter Kontrolle bringen konnten, zumindest teilweise erfolgreich, eine Monopolstellung für bestimmte Gewürze zu erreichen.
- 1757: Die zunächst durch die Konkurrenz der Holländer notgedrungene Bescheidung auf Indien wandelte sich im Laufe des 17. Jahrhunderts immer mehr zu einem Vorteil für die Engländer, als Tuche, Indigo, Tee und Porzellan die Rolle der Gewürze als bedeutendste Handelsgüter zunehmend relativierten. Im Zuge des Siebenjährigen Krieges gewinnt die britische Ostindien-Kompanie in der Schlacht bei Plassey die Oberhand über die französischen Rivalen und beherrscht Bengalen in Ostindien. Nun beginnt auch eine verstärkte territoriale Ausbreitung unter Ausnutzung von Rivalitäten der indischen Fürsten, die das Mogulreich beerbt hatten (Marathen). Die Macht der East Indian Company gründet sich zunehmend auf Grundsteuern. Ausdruck der neuen Rolle der Company als Territorialherren ist die Einsetzung eines Generalgouverneurs und einer Reform der Verwaltung. Der Sepoy-Aufstand von 1857 wandelt sich von einem religiös motivierten Aufstand schnell zu einem ersten Unabhängigkeitskampf Indiens. Nach der beinahe erlittenen Niederlage wird die Company aufgelöst.

### Europäische Vorherrschaft und Dekolonisation im 19. und 20. Jahrhundert

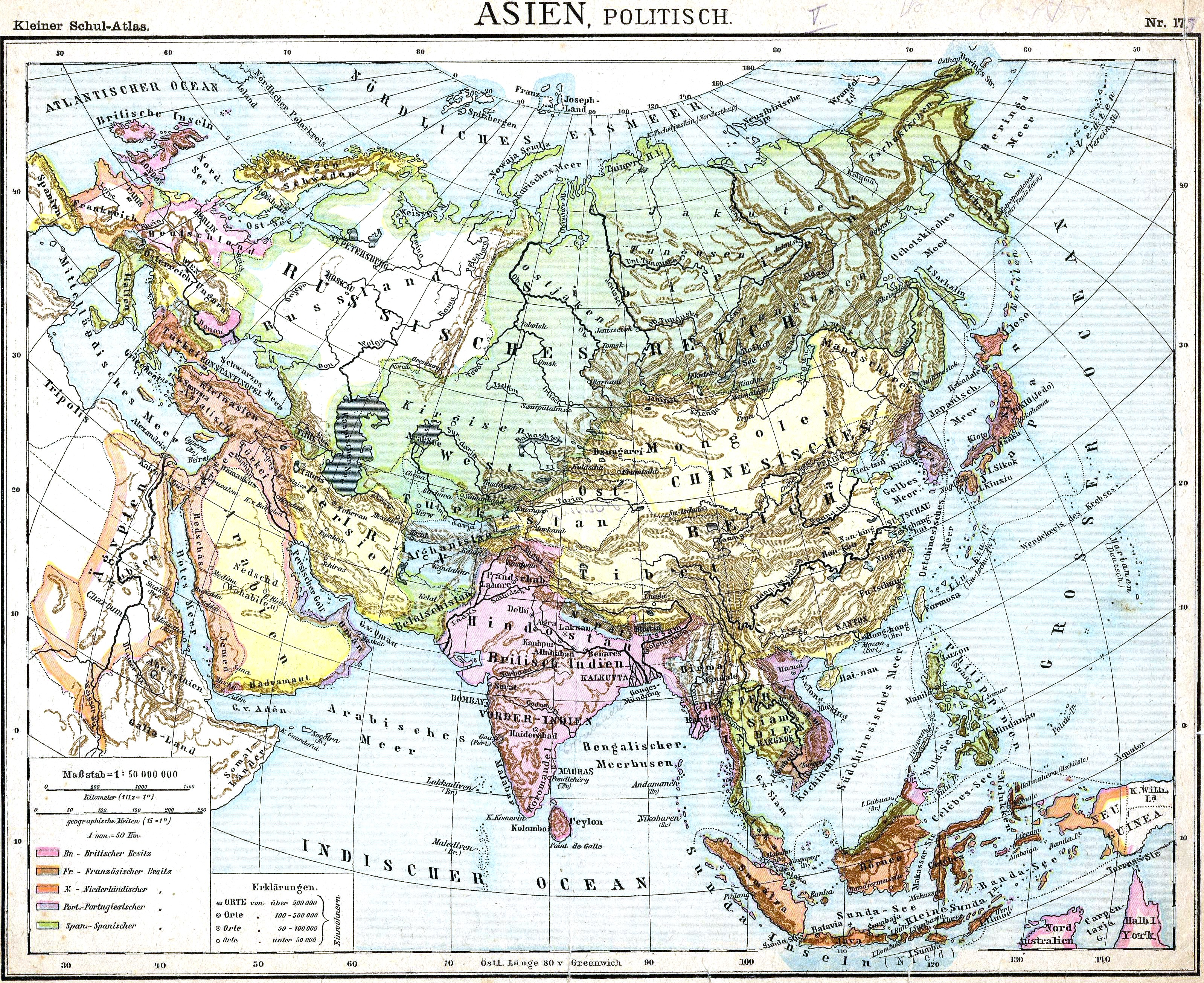
Asien im Jahr 1899

Die bis dahin vornehmlich zur Kontrolle des Handels in Besitz genommenen Landstriche und Stützpunkte wandelten sich gegen Ende des 18. Jahrhunderts in eine Kolonialherrschaft der Europäer.

#### Westasien
- Das Osmanische Reich musste 1829 mit dem Frieden von Edirne die Unabhängigkeit der Griechen anerkennen. Dieser und andere Aufstände, sowie der Krimkrieg gegen die Russen führten zu einer schweren Krise und 1875 zum Staatsbankrott. Die Bewegung der „Jungtürken“ suchte das Land zu modernisieren, führte aber das Land an der Seite der Deutschen in den Ersten Weltkrieg. Eine nicht unwesentliche Rolle für die türkische Niederlage spielte der Arabische Aufstand, was schließlich in der Gründung der Türkei Kemal Atatürks endete. Auf Grundlage des Sykes-Picot-Abkommens erhielt Großbritannien das Britische Mandat Mesopotamien auf dem Gebiet des heutigen Irak sowie das Völkerbundsmandat für Palästina, die französische Einflusszone umfasste das Völkerbundmandat für Syrien und Libanon. Auf die britische Balfour-Deklaration, welche in dem Faisal-Weizmann-Abkommen von arabischer Seite zunächst anerkannt wurde, folgte 1947 unter dem Eindruck des Holocaust der UN-Teilungsplan für Palästina und 1948 die Gründung des Staates Israel, was den bis heute andauernden Nahostkonflikt auslöste.
- In Persien kam es 1925 zur Revolution unter Reza Khan, der nach einer kurzfristigen Besetzung des Landes während des Zweiten Weltkrieges durch Briten und Sowjets zurücktrat. 1979 kommt es zur sogenannten Islamischen Revolution.
- Afghanistan zersplitterte politisch im Laufe des 19. Jahrhunderts. Das sich herausbildende Emirat von Kabul widerstand einem Eroberungsversuch durch die Briten, die 1907 in einem Vertrag mit den Russen die Unabhängigkeit Afghanistans bestätigten. Shah Amanullah Han suchte 1927 das Land erfolglos zu modernisieren. Große innere Probleme führten 1973 zum Putsch und zur Anlehnung an die Sowjetunion und schließlich dem Bürgerkrieg.

#### Indien
1885 wird der Nationalkongress als Institution der Unabhängigkeitsbewegung gegründet. Mahatma Gandhi wird zu Beginn des 20. Jahrhunderts Symbolfigur des Widerstandes und bringt die Britische Herrschaft mit seinem Konzept der Gewaltlosigkeit (Ahimsa) ein ums andere Mal in Verlegenheit; aber erst das Ende des Zweiten Weltkrieges und der Regierungswechsel in England führt 1948 zur Unabhängigkeit Indiens. Die starke islamische Bewegung unter Jinnah setzt die Teilung und Gründung eines islamischen Staates durch, der im Zuge der Auseinandersetzung um Kaschmir in Pakistan und Bangladesch zerfällt.

#### Ostasien
- 1842: Der Opium-Krieg führt zur Öffnung chinesischer Häfen für die europäischen Mächte.
- 1858: Eine weitere Expedition führt zum Vertrag von Tianjin und einer weiteren gewaltsamen Öffnung des Landes.
- 1868: Eine andere Entwicklung nahm Japan, das nach der Öffnung durch den amerikanischen Commodore Perry 1854 zum Abschluss von Handelsverträgen gezwungen wurde, aber nach der Meiji-Restauration 1867 die Modernisierung in die eigenen Hände nahm.
- 1895: Der Krieg zwischen Japan und China endet mit einer Niederlage des Letzteren und der Abtretung Formosas. Dies löst den Versuch einer Reform aus, dessen Scheitern mit den Boxer-Aufstand bewirkt, der sich gegen die Ausländer im Land richtet und von 1900 einem europäischen Expeditionskorps niedergeschlagen wird.
- 1905: Russisch-Japanischer Krieg. Japan gewinnt und es setzen sich zunehmend militärische Tendenzen in der Außenpolitik durch.
- 1910: Japan annektiert Korea. Südkorea erlangt 1948 die Unabhängigkeit was zur Gegengründung des kommunistischen Nordkorea führt, welches 1950 mit seinem Überfall auf den Süden den Koreakrieg auslöst.
- 1911: Die Revolution Sun Yat Sens führt in China zu einer Zeit der Warlords, in der die Kuomintang und später die Kommunisten die führende Rolle einnehmen. In Japan führt die neugewonnene Stärke zu einem militaristischen Imperialismus, der zur Gründung des Vasallenstaates Mandschukuo führt und ab 1937 zum Einmarsch nach China. Damit beginnt der Pazifikkrieg. Die vollständige Niederlage Japans begünstigt den Sieg der Kommunisten und die Gründung der Volksrepublik China, das Hainan und Tibet annektiert, wie auch in anderen ehemaligen europäischen Kolonien, die während des Zweiten Weltkrieges von Japan erobert wurden (s. u. Philippinen, Indonesien).
- 1919: Einmarsch der Japaner in die Mandschurei.

#### Südostasien
- 1858: Die bereits seit dem 17. Jahrhundert in Südostasien präsenten Franzosen beginnen mit der Eroberung Indochinas.
- 1937: Das britisch besetzte Myanmar erhält weitgehende Autonomierechte und wird nach dem Zweiten Weltkrieg endgültig unabhängig.
- 1945: Kambodscha erklärt die Unabhängigkeit und wird 1949 von Frankreich wegen des Konfliktes um Vietnam anerkannt. Im Zuge des Vietnamkrieges kommt es zum Sturz Sihanouks 1970, der Einflussnahme der Viet Minh und 1973 zum Aufstand der Roten Khmer.
- 1946: Die Briten marschieren in Vietnam ein, um die Rückkehr der Franzosen vorzubereiten. Verhandlungen über den Status des Landes scheitern und die Franzosen werden in einen Kolonialkrieg gezogen, der mit ihrer Niederlage 1954 endet. Es kommt zur Teilung des Landes und einem Bürgerkrieg, der mit der durch den Ost-West-Konflikt bedingten Involvierung der Amerikaner zum Vietnamkrieg führt.
- 1946: Die ehemalige spanische Kolonie auf den Philippinen, seit 1898 ein Protektorat der USA, wird nach vorübergehender japanischer Besatzung unabhängig.
- 1949: Das nach der japanischen Besatzung von diesen für unabhängig erklärte Indonesien wird nach mehreren niederländischen „Polizeiaktionen“ endgültig anerkannt.

### Allgemeine Entwicklungen nach dem Zweiten Weltkrieg
- Ost-West-Konflikt, Koreakrieg, Vietnam und Afghanistan
- Modernisierungsversuche in China, Der große Sprung, beginnende marktwirtschaftliche Öffnung zusammen mit politischer Unterdrückung
- Der wirtschaftliche Aufstieg Japans und der Tigerstaaten
- Die Indische Demokratie, die Blockfreien Staaten
- Der arabische Nationalismus und der Palästinakonflikt